# Huế (thành phố thuộc tỉnh)
Huế là một thành phố thuộc tỉnh và là tỉnh lỵ tỉnh Thừa Thiên Huế cũ trước khi thành lập thành phố Huế trực thuộc trung ương ngày nay. Thành phố Huế lúc bấy giờ có địa giới hành chính tương ứng với các quận Phú Xuân và Thuận Hóa hiện nay.
Huế từng là kinh đô (cố đô Huế) của Việt Nam dưới triều Tây Sơn (1788–1801) và triều Nguyễn (1802–1945). Thành phố có năm danh hiệu UNESCO ở Việt Nam: Quần thể di tích Cố đô Huế (1993), Nhã nhạc cung đình Huế (2003), Mộc bản triều Nguyễn (2009), Châu bản triều Nguyễn (2014) và Hệ thống thơ văn trên kiến trúc cung đình Huế (2016). Ngoài ra, Huế còn là một trong những địa phương có di sản hát bài chòi đã được công nhận là di sản văn hóa phi vật thể của nhân loại.

## Địa lý

### Vị trí địa lý

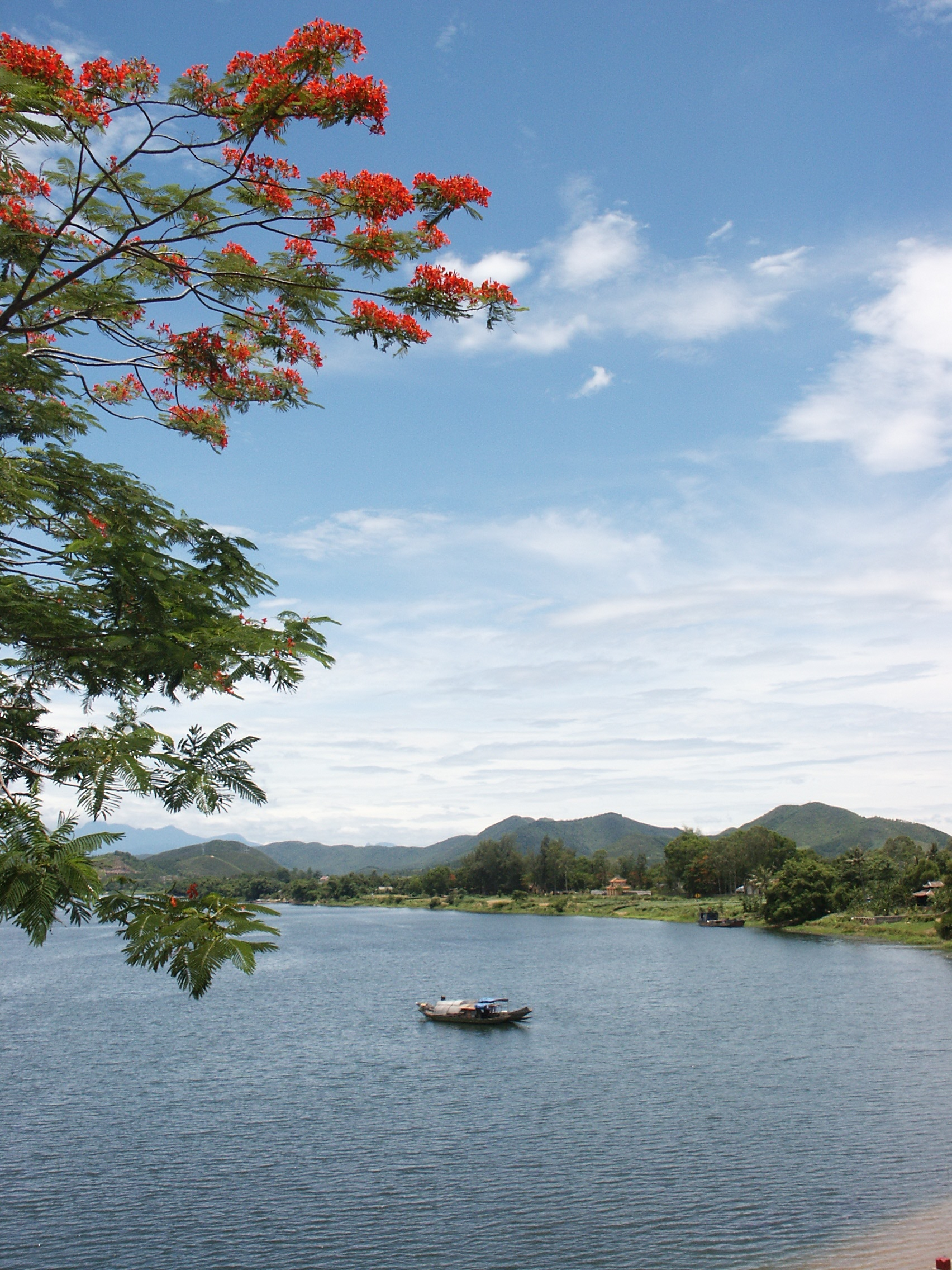
Sông Hương

Trước khi giải thể, thành phố Huế nằm ở trung tâm tỉnh Thừa Thiên Huế, địa bàn nằm trải dài theo dòng sông Hương và có vị trí địa lý:
- Phía đông giáp Biển Đông
- Phía tây giáp thị xã Hương Trà
- Phía nam giáp thị xã Hương Thủy
- Phía bắc giáp huyện Quảng Điền và Biển Đông.

Thành phố nằm cách thủ đô Hà Nội 668 km về phía nam, cách Thành phố Hồ Chí Minh 1039 km về phía bắc và cách Đà Nẵng 95 km về phía bắc.

### Dân cư

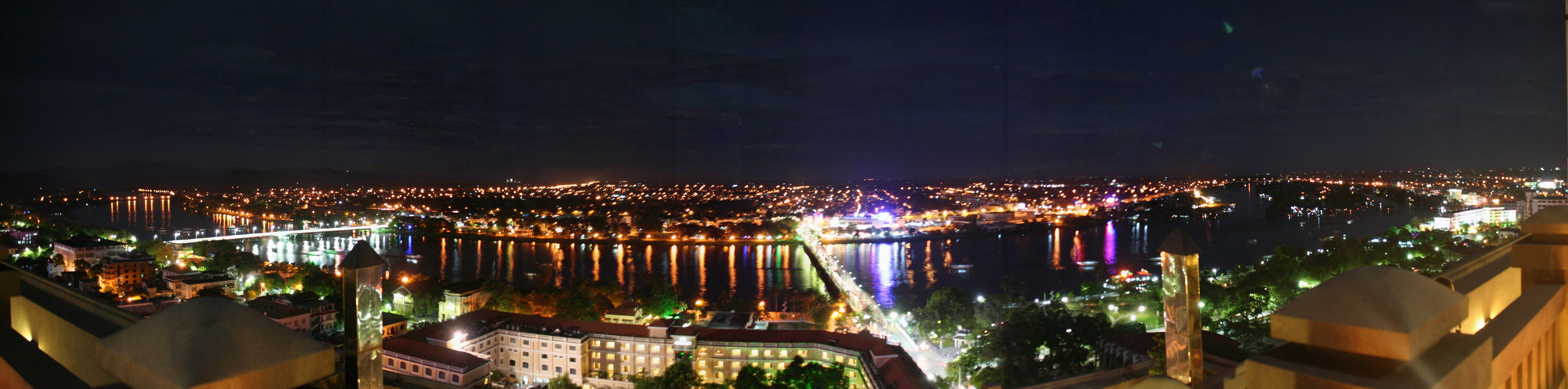
Toàn cảnh khu vực thành phố Huế hai bên sông Hương

| Dân số Huế   | Dân số Huế |
| Năm khảo sát | Dân số     |
| ------------ | ---------- |
| 1955         | 93.236     |
| 1967         | 103.563    |
| 1972         | 198.064    |

Thành phố có diện tích 70,67 km², dân số năm 2019 là 354.124 người.
Thành phố có diện tích 265,99 km², dân số năm 2020 là 652.572 người, mật độ dân số đạt 2.453 người/km².

Thành phố Huế có diện tích 266,46 km², dân số quy đổi tính đến ngày 31/12/2023 là 500.649 người, mật độ dân số đạt 1.878 người/km².

### Khí hậu
Thành phố Huế có sự ngoại lệ về khí hậu so với Bắc Bộ và Nam Bộ, vì nơi đây khí hậu khắc nghiệt và có sự khác nhau giữa các vùng và khu vực trong toàn tỉnh. Huế có khí hậu nhiệt đới gió mùa, thuộc Phân loại khí hậu Köppen. Mùa khô từ tháng Ba đến tháng Tám, với nhiệt độ khá cao từ 35 đến 40 °C (95 đến 104 °F). Mùa mưa từ tháng Tám đến tháng Giêng, với một mùa lũ từ tháng Mười, trở đi. Nhiệt độ trung bình mùa mưa là 20 °C (68 °F), đôi khi thấp nhất là 9 °C (48 °F). Mùa xuân kéo dài từ tháng giêng đến cuối tháng Hai.

## Lịch sử

### Thuận Hóa

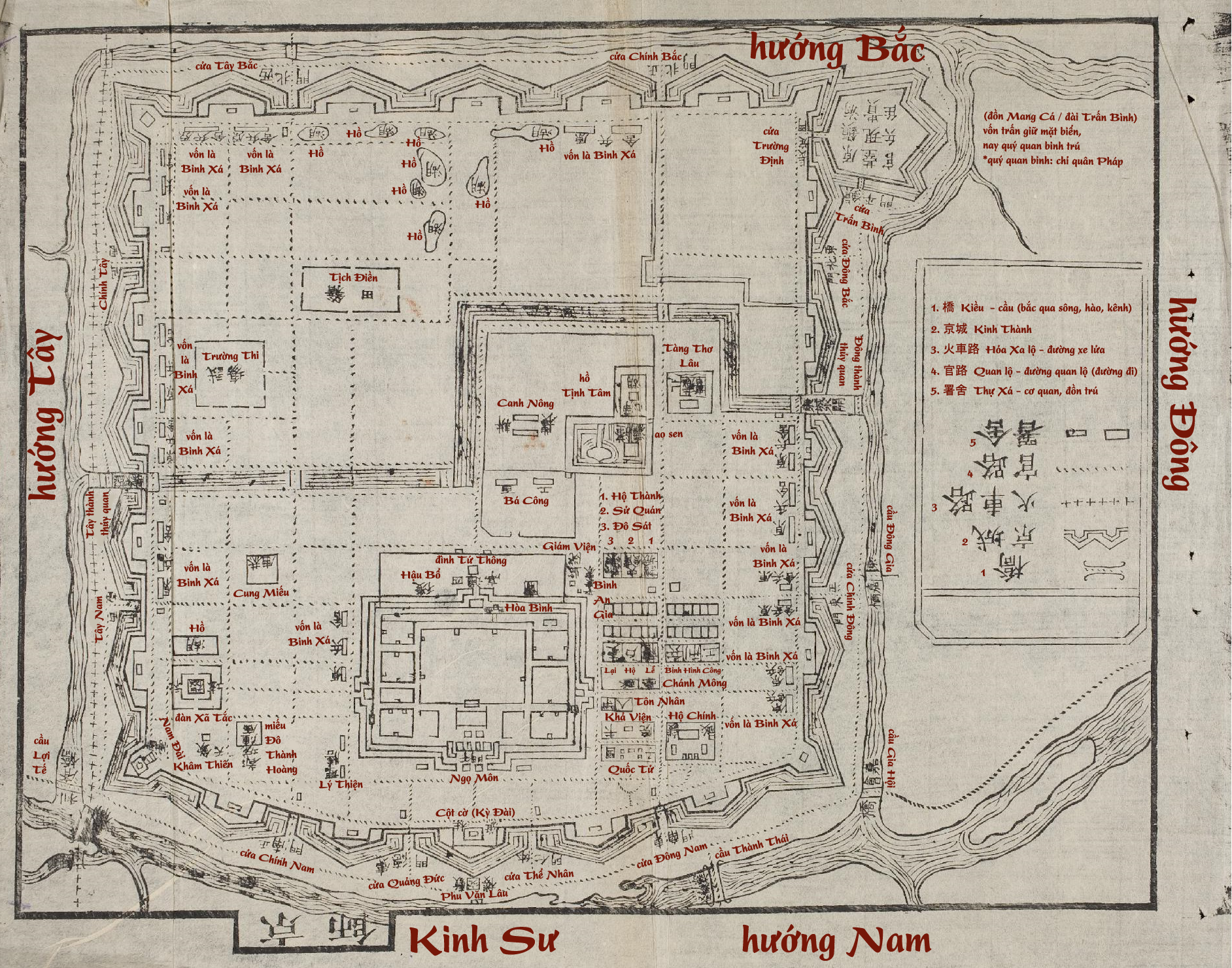
Họa đồ Kinh thành Huế (với hướng Bắc nằm bên trên) trong Đại Nam nhất thống chí

Năm 1306, Thái thượng hoàng Trần Nhân Tông và Hoàng đế Trần Anh Tông của Đại Việt gả Công chúa Huyền Trân cho vua Chiêm là Chế Mân theo lời hứa của Trần Nhân Tông khi đi thăm Chiêm Thành thời gian trước đó. Chế Mân dâng sính lễ gồm có hai Châu Ô và Châu Lý (từ Nam Quảng Trị đến Thừa Thiên - Huế ngày nay).
Năm 1307, vua Trần Anh Tông tiếp quản vùng đất mới và đổi tên là châu Thuận và châu Hóa. Việc kết hợp hai châu này làm một và đặt tên phủ là Thuận Hóa (chữ Hán: 順化) được thực hiện dưới thời thuộc Nhà Minh. Đến đời Nhà Hậu Lê, châu Thuận và châu Hóa hợp thành Thuận Hóa và trở thành một đơn vị hành chính cấp tỉnh. Năm 1604, Nguyễn Hoàng đã bỏ cấp huyện Điện Bàn thuộc trấn Thuận Hóa, nâng lên thành cấp phủ, sáp nhập vào trấn Quảng Nam. Thuận Hóa dưới thời các chúa Nguyễn, (thế kỷ 17 – 18) là vùng đất trải dài từ phía nam sông Gianh cho tới đèo Hải Vân.

### Phú Xuân
Năm 1626, để chuẩn bị cho việc chống lại nhà họ Trịnh, Chúa Sãi Nguyễn Phúc Nguyên dời dinh đến làng Phước Yên (Phúc An) thuộc huyện Quảng Điền, tỉnh Thừa Thiên và đổi dinh thành phủ. Năm 1636, Chúa Thượng Nguyễn Phúc Lan chọn làng Kim Long, thuộc huyện Hương Trà, tỉnh Thừa Thiên, làm nơi đặt Phủ. Năm 1687, Chúa Ngãi Nguyễn Phúc Thái, dời Phủ chúa về làng Phú Xuân (chữ Hán: 富春), thuộc huyện Hương Trà vào năm 1712, chúa Minh Nguyễn Phúc Chu dời phủ về làng Bác Vọng, huyện Quảng Điền, Thừa Thiên làm nơi đặt phủ mới. Đến khi Võ Vương Nguyễn Phúc Khoát lên cầm quyền năm 1738 thì phủ chúa mới trở về lại vị trí Phú Xuân và yên vị từ đó cho đến ngày thất thủ về tay quân họ Trịnh.
Năm 1802, sau khi thống nhất Việt Nam, vua Gia Long đã "đóng đô ở Phú Xuân, mới gọi là Kinh sư" .

### Triều Nguyễn

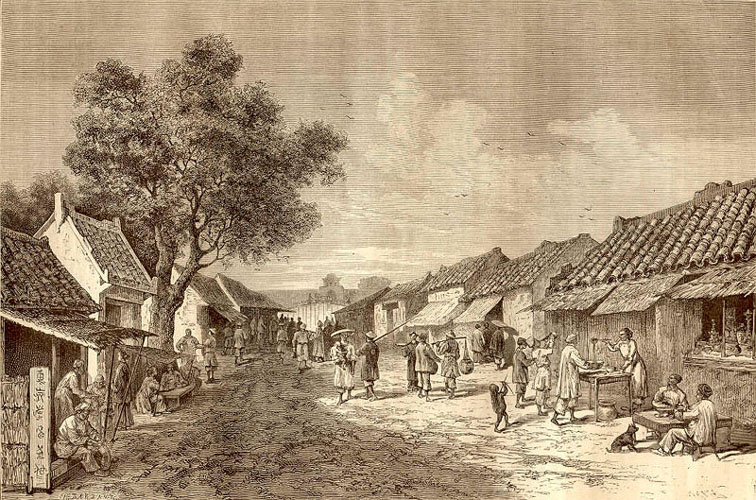
Kinh thành Huế năm 1875

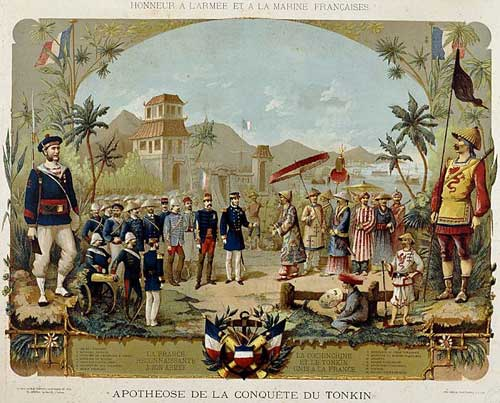
Tranh vẽ Đô đốc Pháp Courbet tại Huế năm 1883

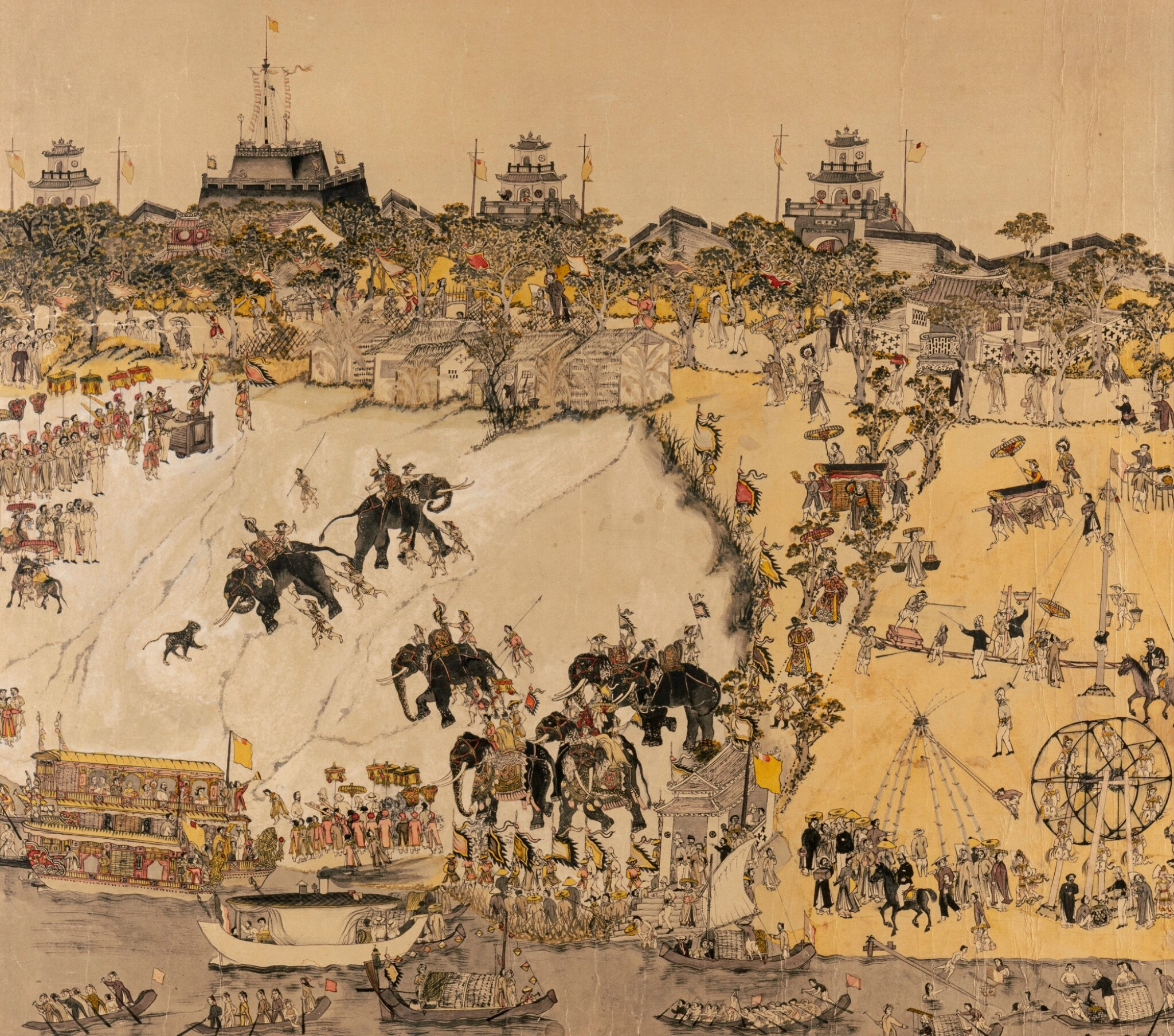
Cảnh lễ hội tại Huế, tranh vẽ khoảng thập niên 1900.

Năm 1802, Nguyễn Phúc Ánh (sau này là Hoàng đế Gia Long) đã thành công trong việc thiết lập việc kiểm soát của mình trên toàn bộ lãnh thổ của Việt Nam. Ông đặt Phú Xuân làm Kinh thành, đồng thời đặt dinh Quảng Đức làm vùng phụ cận bao bọc Kinh thành. Sau khi Minh Mạng lên ngôi, đã đổi dinh Quảng Đức thành phủ Thừa Thiên. Trong đợt cải cách hành chính 1831-1832, các đơn vị hành chính lớn như dinh, trấn được đổi thành tỉnh, trực thuộc thẳng triều đình. Riêng phủ Thừa Thiên do có vị trí kinh sư nên vẫn giữ cấp phủ, nhưng có địa vị ngang cấp tỉnh.

Nhận xét về địa thế và lý do chọn Huế làm kinh đô, Minh Mạng cho rằng:
Mậu tý, năm Minh Mệnh thứ 9 [1828],

Vua lại bảo thị thần rằng: "Người có nước [vua] có hai việc là sửa đức và thiết hiểm đều không thể thiếu được. Nay trẫm chế tạo tàu đồng là muốn giữ những chỗ yếu hại ven biển, làm xưởng chứa sẵn đấy, để lúc có việc dùng đến. Vả lại chỗ yếu lại không đâu bằng vụng Trà Sơn. Tàu ngoại quốc đến chỉ có thể đỗ ở đấy, mà chướng khí rất dữ, giếng độc hơn 10 cái. Trước có tàu Tây dương tránh gió đến đấy, cuối cùng bị nước độc làm hại, do đấy mà nói rằng người ngoại quốc dù có muốn dòm ngó cũng không sao làm được. Hơn nữa do đó ta lại giữ được chỗ hiểm để có thể vận dụng tàu thuyền kia mà. Vả lại lấy hình thế nước ta mà nói, Gia Định thì dòng sông quanh co, Bắc Thành thì đồng nội bằng phẳng, đều không có chỗ hiểm yếu đáng cậy được. Bình Định địa thế hơi mạnh nhưng lại chật hẹp; Quảng Nam non nước cũng tốt, nhưng lại lệch xiêu; cả đến Quảng Bình, Thanh Hoa đều không phải là chỗ đóng kinh đô được. Tóm lại không đâu bằng Phú Xuân, đất cát cao sáng, núi sông yên lặng; đường thủy thì có Thuận An, Tư Dung là nơi hiểm yếu, đường bộ thì có Quảng Bình, Hải Vân, ngăn che sông lớn quanh quất ở đằng trước, đèo cao giữ ở bên hữu, rồng lượn hổ ngồi, thế khoẻ hình mạnh. Đó là trời đất đặt ra để làm chỗ cho Liệt thánh ta đóng đô mà để lại cho con cháu đến ức muôn năm mãi mãi. Hoặc có kẻ nói Kinh sư đất nhiều đá sỏi người ta thường xem là nơi củi quế gạo châu. Nhưng giáp biển dựa núi, các thứ cá các thứ gỗ, dùng không thể hết, vốn các trấn không so sánh được; huống chi đô thành ở đấy, thấm nhuần đức trạch đã lâu. Trẫm lại tha thuế giảm thuế cho kinh kỳ trước nhất, đời sống của dân há chẳng thừa thãi hay sao? Đó thực là nơi kinh đô tốt nhất của đế vương, muôn đời không thể đổi được vậy".
Cho đến thời kỳ đầu Pháp thuộc, Huế là một tên gọi dân gian để chỉ Kinh thành. Mãi đến ngày 12 tháng 7 năm 1899, dưới tác động của chính quyền thực dân muốn đẩy nhanh quá trình đô thị hóa, vua Thành Thái đã ban Dụ thành lập thị xã Huế (Centre urbain de Hué), với ranh giới được xác lập xen giữa Kinh thành bao gồm các vùng phụ cận quanh kinh thành và dải đất dọc theo bờ nam sông Hương, tức là trục đường Lê Lợi nối từ cầu Ga đến Đập Đá ngày nay. Dụ này được Toàn quyền Đông Dương chuẩn y vào ngày 30 tháng 8 năm 1899. Từ đó, địa danh Huế trở thành địa danh chính thức cho đến tận ngày nay.
Cho đến năm 1902, bộ máy quản lý thị xã Huế gồm Công sứ Thừa Thiên Le Marchant de Trigon, kế toán Dejoux, thư ký kế toán Vanez
Những năm sau đó, thị xã Huế có ba lần mở rộng ranh giới về phía Nam sông Hương theo các Dụ ngày 22 tháng 6 năm 1903 của vua Thành Thái, ngày 9 tháng 5 năm 1908 của vua Duy Tân và ngày 21 tháng 11 năm 1921 của vua Khải Định. Bấy giờ, thị xã Huế được phân làm 9 phường gồm: Đệ Nhất, Đệ Nhị, Đệ Tam, Đệ Tứ, Đệ Ngũ, Đệ Lục, Đệ Thất, Đệ Bát và Đệ Cửu. Mặc dù vậy, việc phân chia này chỉ trên danh nghĩa, vì các phần đất đai và dân cư ngoài kinh thành Huế vốn thuộc địa phận làng nào của huyện Hương Trà, Hương Thủy thì đều do các huyện ấy cai quản.
Mãi đến ngày 12 tháng 12 năm 1929, cựu Khâm sứ Trung Kỳ, Toàn quyền Đông Dương Pierre Marie Antoine Pasquier là quyết định công nhận thị xã Huế là thành phố đô thị loại 3 (Commune de Hué), đồng thời xác lập bộ máy hành chính của thành phố đứng đầu là một viên Đốc lý do Công sứ Pháp ở phủ Thừa Thiên kiêm nhiệm, điều hành mọi công việc quản trị hành chính. Giúp việc cho Đốc lý có Phó đốc lý đồng thời là Phó công sứ. Ngoài ra còn có một Hội đồng thành phố được thành lập, cũng do viên Đốc lý người Pháp làm Chủ tịch. Đốc lý đầu tiên là Maurice-Arsène Devé (1929 - 1930), thư ký thành phố là Labbey.
Năm 1933, Bảo Đại ra Sắc lệnh số 41, chuẩn y việc chỉnh đốn công tác quản lý và điều hành thành phố Huế. Chức danh đứng đầu thành phố gọi là Bang tá, ngang hàng Tri huyện trong phẩm hàm quan lại người Việt, nhưng trên thực tế, mọi việc vẫn phụ thuộc vào viên đốc lý là Công sứ Pháp ở Thừa Thiên.
Kể từ năm 1935, thành phố Huế mới chính thức trở thành đơn vị hành chính độc lập, không còn tình trạng nhập nhằng địa giới xen với các huyện Hương Trà, Hương Thủy; phần đất nào thuộc các phường thì sáp nhập hẳn vào thành phố quản lý. Vào thời điểm đó, trong Thành nội tức khu vực kinh thành (trừ Đại nội) gồm có 10 phường: Tây Lộc, Tây Linh, Trung Hậu, Phú Nhơn, Vĩnh An, Thái Trạch, Trung Tích, Huệ An, Thuận Cát, Tri Vụ. Ngoài kinh thành và nam sông Hương có 11 phường gồm: phường Phú Bình, Phú Thịnh, Phú Hòa, Phú Hội, Phú Nhuận, Phú Vĩnh, Phú Ninh, Phú Cát, Phú Mỹ, Phú Thọ và Phú Hậu. Tổng cộng thành phố Huế có 21 phường.
Như vậy, kể từ năm 1929 đến 1945, vùng đất Thừa Thiên Huế cùng một lúc có ba tổ chức hành chính gồm Kinh sư do Đề đốc Kinh thành của triều đình trông coi, phủ Thừa Thiên có Phủ doãn cai quản và thành phố Huế đứng đầu là Đốc lý thành phố do Công sứ Pháp ở Thừa Thiên kiêm nhiệm. Trên thực tế, trừ khu vực Kinh thành, Công sứ Pháp ở Thừa Thiên mới thực sự là người nắm quyền cai trị hành chính trong toàn phủ Thừa Thiên.

### Chiến tranh Việt Nam

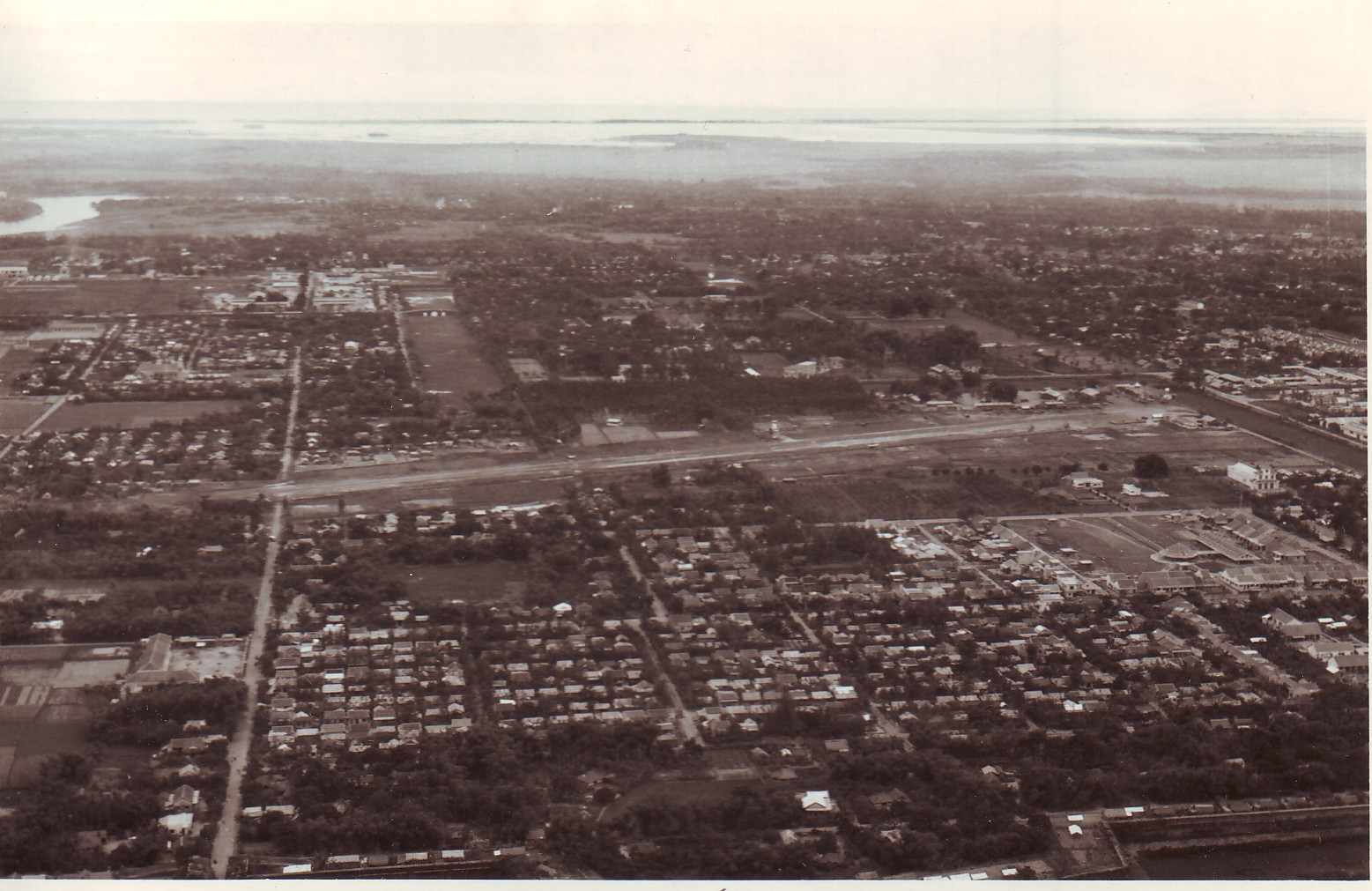
Thành phố Huế năm 1967

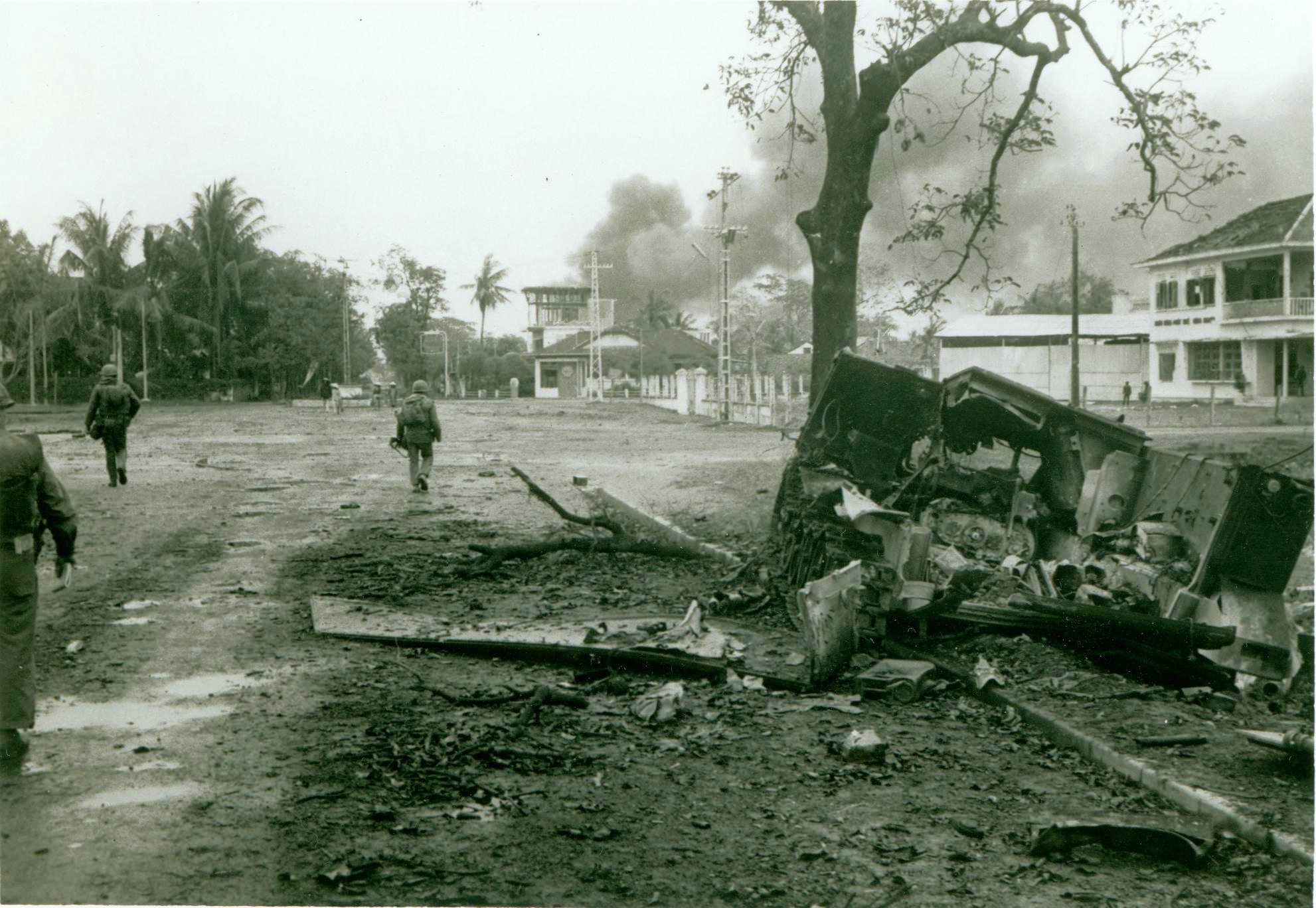
Quân đội Hoa Kỳ và Việt Nam Cộng Hòa tái chiếm Huế, trong Sự kiện Tết Mậu Thân, năm 1968

Năm 1945, lực lượng Việt Minh giành được chính quyền trên cả nước, lập chính quyền Việt Nam Dân chủ Cộng hòa đặt thủ đô tại Hà Nội. Hoàng đế cuối cùng của nhà Nguyễn là Bảo Đại tuyên bố thoái vị và trở thành Cố vấn cho chính phủ mới. Từ đó, Huế mất đi địa vị kinh đô. Ngay cả khi Cựu hoàng Bảo Đại sau thời gian lưu vong trở lại Việt Nam với sự giúp đỡ của thực dân Pháp vào năm 1949, đã tuyên bố mình là "Quốc trưởng Quốc gia Việt Nam", với đô thành là Sài Gòn,. Mặc dù vậy, Quốc gia Việt Nam chỉ tồn tại trên danh nghĩa và Quốc trưởng Bảo Đại lại dành hầu hết thời gian của mình ở Đà Lạt. Ông hầu như rất ít khi về lại cố đô Huế, nơi thường diễn ra tranh chấp ác liệt giữa quân đội Pháp và lực lượng Việt Nam Dân chủ Cộng hòa.
Thời kỳ Việt Nam Cộng hòa, vị trí của trung tâm thành phố Huế rất gần khu vực giới tuyến giữa 2 miền Nam Bắc, đặt nó ở một vị trí rất dễ bị tấn công trong chiến tranh Việt Nam. Trong Sự kiện Tết Mậu Thân năm 1968, trong trận Huế, thành phố đã bị thiệt hại nặng nề nhưng các danh lam thắng cảnh của thành phố vẫn đang trong tình trạng tốt.

#### Thị xã Huế
Vào cuối thế kỷ 19, xứ Huế và cả Trung Kỳ là nơi chậm phát triển kinh tế công-thương nghiệp so với Bắc Kỳ và Nam Kỳ. Một trong những giải pháp có thể đáp ứng tích cực những yêu cầu ấy là xúc tiến việc thiết lập các khu hành chính đô thị.
Ngày 6 tháng 9 năm Thành Thái thứ 10 (ngày 20 tháng 10 năm 1898), dưới sự chỉ đạo và phê duyệt của Khâm sứ Trung Kỳ Boulloché, Cơ Mật Viện triều đình Huế đã làm tờ trình dâng lên Thành Thái yêu cầu nhà vua cho phép "những nơi nào Khâm sứ Trung Kỳ và Cơ Mật Viện xét thấy cần thiết, sẽ thiết lập ở nơi đó một đô thị".
Ngày 5 tháng 6 năm Thành Thái thứ 11 (ngày 12 tháng 7 năm 1899), vua Thành Thái xuống Dụ công bố thành lập thị xã Huế với nội dung: "Chiểu theo kết quả tốt đẹp của những biện pháp mà Cơ Mật Viện đã đề xuất vào ngày 6 tháng 9 năm Thành Thái thứ 10 về vấn đề thành lập các đô thị ở An Nam, nay trẫm quyết định bổ khuyết các biện pháp đó bằng một tổ chức hẳn hoi. Tổ chức này được áp dụng ở các thị xã là Thanh Hóa, Vinh, Huế, Hội An, Quy Nhơn và Phan Thiết" 
Ngày 13 tháng 7 năm 1899, Khâm sứ Trung Kỳ Boulloché phê duyệt tờ Dụ của vua Thành Thái, và đến ngày 30 tháng 8 năm 1899 Toàn quyền Đông Dương ra quyết định chuẩn y thành lập "thị xã Huế" (cùng 5 thị xã trên) .

#### Thành phố Huế
Sau ngày tuyên bố độc lập (ngày 2 tháng 9 năm 1945), Chính phủ lâm thời Việt Nam Dân chủ Cộng hòa đã tiến hành kiện toàn lại bộ máy quản lý nhà nước, sắp xếp lại lại các đơn vị hành chính trong cả nước. Sắc lệnh số 77 ngày 21 tháng 12 năm 1945 của Chủ tịch Chính phủ lâm thời Việt Nam quy định Hà Nội, Hải Phòng, Nam Định, Vinh, Huế, Đà Nẵng, Đà Lạt, Sài Gòn đều đặt làm thành phố. Thành phố Hà Nội được đặt trực tiếp dưới quyền của Chính phủ Trung ương, còn các thành phố khác đều thuộc quyền của các Kỳ. Ở mỗi thành phố đặt cơ quan Hội đồng nhân dân thành phố, Uỷ ban hành chính thành phố, Uỷ ban hành chính khu phố... Đầu năm 1946, Chính phủ Việt Nam giải tán các cấp hành chính châu, quận, phủ, tổng; thành lập chính quyền bốn cấp từ bộ đến tỉnh- thành phố, huyện, xã (bãi bỏ cấp kỳ, thay vào đó là cấp bộ).
Giai đoạn từ năm 1954-1975: sau khi thành lập chính phủ Việt Nam Cộng Hòa và ban hành hiến pháp, tổng thống Ngô Đình Diệm đã tiến hành xây dựng bộ máy hành chính từ trung ương đến cơ sở, đồng thời tiến hành cải tổ nền hành chính ở các địa phương. Theo tinh thần tờ Dụ số 57A ngày 24 tháng 10 năm 1956 với chính phủ Việt Nam Cộng Hòa, thị xã Huế là đơn vị hành chính ngang cấp với tỉnh Thừa Thiên, tuy tỉnh lỵ Thừa Thiên đặt ở Huế. Mô hình này chỉ tồn tại đến năm 1975.

### Thành phố tỉnh lỵ tỉnh Thừa Thiên Huế

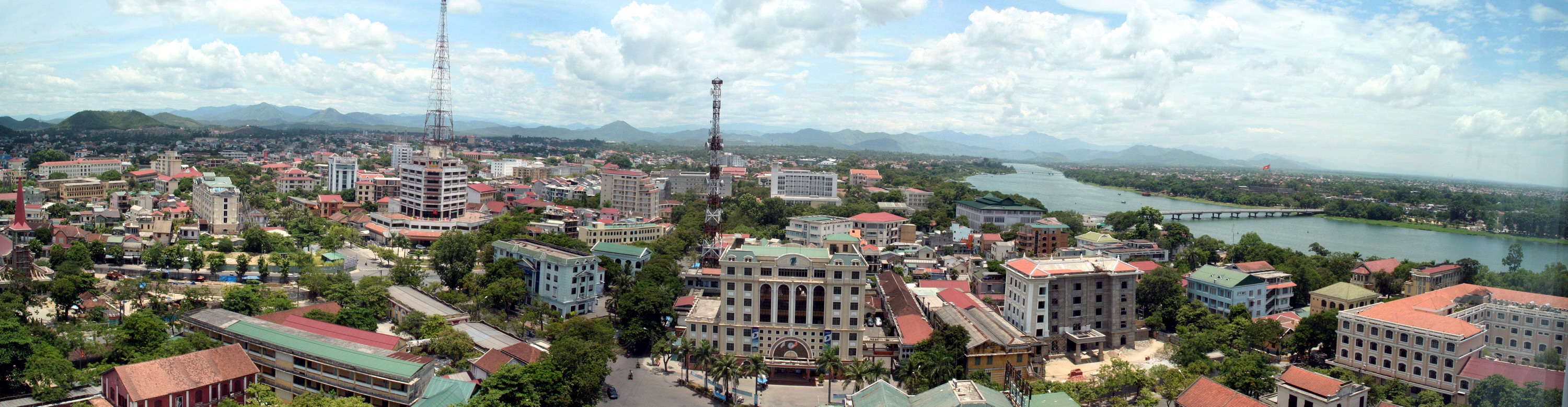
Toàn cảnh thành phố Huế (phía bờ Nam sông Hương)

Sau năm 1975, thành phố Huế được chọn làm tỉnh lỵ tỉnh Bình Trị Thiên. Lúc này, cấp quận bị bãi bỏ, toàn thành phố được chia thành 11 phường: Phú An, Phú Cát, Phú Hiệp, Phú Hòa, Phú Thuận, Tây Lộc, Thuận Hòa, Thuận Lộc, Thuận Thành, Vĩnh Lợi và Vĩnh Ninh. Năm 1976, bốn xã: Thủy Phú, Thủy Phước, Thủy Trường, Thủy Xuân thuộc huyện Hương Thủy; xã Hương Lưu thuộc huyện Phú Vang và xã Xuân Long thuộc huyện Hương Trà được sáp nhập vào thành phố Huế.
Ngày 13 tháng 3 năm 1979, giải thể phường Phú An, dân và đất của của phường này giao cho phường Phú Cát quản lý. Phường Phú An (trước năm 1976 là khu phố Phú An) vốn là đơn vị hành chính quản lý cư dân vạn đò trên sông Hương và các sông đào.
Ngày 11 tháng 9 năm 1981, Hội đồng Bộ trưởng ban hành Quyết định 64-HĐBT. Theo đó:
- Sáp nhập 8 xã: Hương Hải, Hương Phong, Hương Vinh, Hương Sơ, Hương Long, Hương Hồ, Hương Bình, Hương Thọ (trừ thôn Dương Hòa) và các thôn Thanh Chữ, Cổ Bưu, Bổn Trì, Bổn Phổ, An Lưu của xã Hương Chữ thuộc huyện Hương Điền vào thành phố Huế
- Sáp nhập 9 xã: Thủy Bằng, Thủy Biều, Thủy An, Thủy Dương, Phú Thượng, Phú Dương, Phú Mậu, Phú Thanh, Phú Tân và các xóm Cồn Trâu, Cổ Thành, Vườn Trầu, Đồng Giáp của xã Thủy Vân thuộc huyện Hương Phú vào thành phố Huế.

Sau khi điều chỉnh địa giới hành chính, thành phố Huế có 10 phường và 23 xã.
Ngày 17 tháng 9 năm 1981, chia xã Hương Hồ thành 2 xã: Hương Hồ và Hương An.
Ngày 6 tháng 1 năm 1983, Hội đồng Bộ trưởng ban hành Quyết định 03-HĐBT. Theo đó:
- Chia xã Hương Hải thành 2 xã Thuận An và Hải Dương
- Thành lập 2 xã Bình Điền và Bình Thành tại các khu kinh tế mới
- Chia phường Phú Thuận thành 2 phường Phú Thuận và Phú Bình
- Thành lập phường An Cựu trên cơ sở tách một phần diện tích, dân số của phường Vĩnh Lợi và xã Thủy An
- Thành lập phường Phường Đúc trên cơ sở tách một phần diện tích, dân số của phường Vĩnh Ninh và xã Thủy Xuân
- Chuyển xã Xuân Long thành phường Kim Long
- Chuyển xã Hương Lưu thành phường Vỹ Dạ
- Chuyển xã Thủy Phú thành phường Xuân Phú
- Chuyển xã Thủy Phước thành phường Phước Vĩnh
- Chuyển xã Thủy Trường thành phường Trường An.

Cuối năm 1988, thành phố Huế có 18 phường: An Cựu, Kim Long, Phú Bình, Phú Cát, Phú Hiệp, Phú Hòa, Phú Thuận, Phước Vĩnh, Phường Đúc, Tây Lộc, Thuận Hòa, Thuận Lộc, Thuận Thành, Trường An, Vỹ Dạ, Vĩnh Lợi, Vĩnh Ninh, Xuân Phú và 22 xã: Bình Điền, Bình Thành, Hải Dương, Hương An, Hương Bình, Hương Hồ, Hương Long, Hương Phong, Hương Sơ, Hương Thọ, Hương Vinh, Phú Dương, Phú Mậu, Phú Tân, Phú Thanh, Phú Thượng, Thuận An, Thủy An, Thủy Bằng, Thủy Biều, Thủy Dương, Thủy Xuân.
Ngày 30 tháng 6 năm 1989, sau khi chia tách tỉnh Bình Trị Thiên, thành phố Huế trở lại là tỉnh lỵ tỉnh Thừa Thiên Huế.
Ngày 29 tháng 9 năm 1990, Hội đồng Bộ trưởng ban hành Quyết định 345-HĐBT. Theo đó:
- Chuyển 2 xã Thủy Bằng và Thủy Dương về huyện Hương Thủy quản lý
- Chuyển 6 xã: Phú Thượng, Phú Dương, Phú Mậu, Phú Thanh, Phú Tân, Thuận An về huyện Phú Vang quản lý
- Chuyển 9 xã: Bình Thành, Bình Điền, Hương Bình, Hương Hồ, Hương An, Hương Vinh, Hương Thọ, Hương Phong, Hải Dương về huyện Hương Trà quản lý.

Thành phố Huế còn lại 18 phường và 5 xã trực thuộc.
Ngày 24 tháng 9 năm 1992, Chủ tịch Hội đồng Bộ trưởng ban hành Quyết định 355-CT về việc công nhận thành phố Huế là đô thị loại II.
Ngày 22 tháng 11 năm 1995, Chính phủ ban hành Nghị định 80/CP. Theo đó:
- Chia phường Vĩnh Lợi thành 2 phường Phú Hội và Phú Nhuận
- Chia phường Phú Hiệp thành 2 phường Phú Hiệp và Phú Hậu.[26]

Ngày 24 tháng 8 năm 2005, Thủ tướng Chính phủ ban hành Quyết định số 209/2005/QĐ-TTg về việc công nhận thành phố Huế là đô thị loại I.
Ngày 27 tháng 3 năm 2007, Chính phủ ban hành Nghị định 44/2007/NĐ-CP. Theo đó:
- Chia xã Hương Sơ thành 2 phường: An Hòa và Hương Sơ
- Chia xã Thủy An thành 2 phường: An Đông và An Tây.

Ngày 25 tháng 3 năm 2010, chuyển 3 xã: Hương Long, Thủy Xuân và Thủy Biều thành 3 phường có tên tương ứng.
Cuối năm 2020, thành phố Huế có 27 phường: An Cựu, An Đông, An Hòa, An Tây, Hương Long, Hương Sơ, Kim Long, Phú Bình, Phú Cát, Phú Hậu, Phú Hiệp, Phú Hòa, Phú Hội, Phú Nhuận, Phú Thuận, Phước Vĩnh, Phường Đúc, Tây Lộc, Thuận Hòa, Thuận Lộc, Thuận Thành, Thủy Biều, Thủy Xuân, Trường An, Vĩnh Ninh, Vỹ Dạ và Xuân Phú.
Ngày 27 tháng 4 năm 2021, Ủy ban Thường vụ Quốc hội ban hành Nghị quyết số 1264/NQ-UBTVQH14 (nghị quyết có hiệu lực từ ngày 1 tháng 7 năm 2021). Theo đó:
- Hợp nhất phường Phú Cát và phường Phú Hiệp thành phường Gia Hội
- Sáp nhập phường Phú Bình vào phường Thuận Lộc
- Hợp nhất phường Phú Hòa và phường Thuận Thành thành phường Đông Ba
- Giải thể phường Phú Thuận, địa bàn nhập vào phường Tây Lộc và phường Thuận Hòa
- Chuyển 2 xã: Thủy Bằng, Thủy Vân thuộc thị xã Hương Thủy; 2 phường: Hương An, Hương Hồ và 4 xã: Hải Dương, Hương Phong, Hương Thọ, Hương Vinh thuộc thị xã Hương Trà; thị trấn Thuận An và 4 xã: Phú Dương, Phú Mậu, Phú Thanh, Phú Thượng thuộc huyện Phú Vang về thành phố Huế quản lý
- Chuyển thị trấn Thuận An và 3 xã: Hương Vinh, Phú Thượng, Thủy Vân thành 4 phường có tên tương ứng.

Ngày 30 tháng 11 năm 2024:
- Quốc hội ban hành Nghị quyết số 175/2024/QH15[29] về việc thành lập thành phố Huế trực thuộc trung ương trên cơ sở toàn bộ diện tích và dân số tỉnh Thừa Thiên Huế.
- Ủy ban Thường vụ Quốc hội ban hành Nghị quyết số 1314/NQ-UBTVQH15[1] về việc sắp xếp đơn vị hành chính cấp huyện, cấp xã của thành phố Huế giai đoạn 2023 – 2025 (nghị quyết có hiệu lực từ ngày 1 tháng 1 năm 2025). Theo đó:
  - Sắp xếp các đơn vị hành chính cấp xã thuộc thành phố Huế, tỉnh Thừa Thiên Huế:
    - Sáp nhập xã Hải Dương vào phường Thuận An.
    - Thành lập phường Long Hồ trên cơ sở xã Hương Thọ và phường Hương Hồ.
    - Thành lập phường Dương Nỗ trên cơ sở 3 xã: Phú Dương, Phú Mậu, Phú Thanh.
    - Thành lập phường Thủy Bằng trên cơ sở xã Thủy Bằng.
    - Thành lập phường Hương Phong trên cơ sở xã Hương Phong.

  - Thành lập quận Phú Xuân thuộc thành phố Huế trên cơ sở 13 phường gồm: An Hòa, Đông Ba, Gia Hội, Hương An, Hương Long, Hương Sơ, Hương Vinh, Kim Long, Long Hồ, Phú Hậu, Tây Lộc, Thuận Hòa và Thuận Lộc thuộc thành phố Huế, tỉnh Thừa Thiên Huế.
  - Thành lập quận Thuận Hóa thuộc thành phố Huế trên cơ sở các phường còn lại của thành phố Huế, tỉnh Thừa Thiên Huế.

Như vậy thành phố Huế trực thuộc tỉnh Thừa Thiên Huế chính thức bị giải thể và được thay thế bằng thành phố Huế trực thuộc trung ương vào năm 2025. Trước khi giải thể, thành phố Huế có 36 đơn vị hành chính cấp xã trực thuộc, gồm 29 phường: An Cựu, An Đông, An Hòa, An Tây, Đông Ba, Gia Hội, Hương An, Hương Hồ, Hương Long, Hương Sơ, Hương Vinh, Kim Long, Phú Hậu, Phú Hội, Phú Nhuận, Phú Thượng, Phước Vĩnh, Phường Đúc, Tây Lộc, Thuận An, Thuận Hòa, Thuận Lộc, Thủy Biều, Thủy Vân, Thủy Xuân, Trường An, Vĩnh Ninh, Vỹ Dạ, Xuân Phú và 7 xã: Hải Dương, Hương Phong, Hương Thọ, Phú Dương, Phú Mậu, Phú Thanh, Thủy Bằng.

## Văn hóa
Thuận Hóa – Phú Xuân – Huế có một quá trình lịch sử hình thành và phát triển khoảng gần 7 thế kỷ (tính từ năm 1306), trong tiến trình hình thành văn hóa Huế có sự tác động của văn hóa Đông Sơn do các lớp cư dân từ phía Bắc mang vào trước thế kỷ 2 và sau thế kỷ 13 hỗn dung với thành phần văn hóa Sa Huỳnh tạo nên nền văn hóa Việt - Chăm. Trong quá trình phát triển, chuyển biến có ảnh hưởng của các luồng văn hóa khác các nước trong khu vực Đông Nam Á, Trung Quốc, Ấn Độ, phương Tây...
Văn hóa Huế được tạo nên bởi sự đặc sắc về tinh thần, đa dạng về loại hình, phong phú và độc đáo về nội dung, được thể hiện rất phong phú trên nhiều lĩnh vực như: văn học, âm nhạc, sân khấu, mỹ thuật, phong tục tập quán, lễ hội, lề lối ứng xử, ăn - mặc - ở, phong cách giao tiếp, phong cách sống.
Huế còn được gọi là Đất Thần Kinh hay Xứ thơ, là một trong những thành phố được nhắc tới nhiều trong thơ văn và âm nhạc Việt Nam vì nét lãng mạn và thơ mộng.

## Giao thông
- Đường Lê Văn Duyệt là đường Tăng Bạt Hổ (từ 1965 trở đi).
- Đường Tăng Bạt Hổ trở thành đường Lê Văn Duyệt (từ 1965 đến 1976) nay là đường Nhật Lệ và Thạch Hãn.
- Đường Trần Bình Trọng nay là đường Đặng Trần Côn.
- Đường Triệu Ẩu nay là đường Bà Triệu
- Đường Độc Lập nay là đường 23 Tháng 8.
- Đường Thống Nhất và Trịnh Minh Thế nay là đường Lê Duẩn.
- Đường Hùng Vương nay là đường Nguyễn Chí Diểu.
- Đường Phan Bội Châu nay là đường Phan Đăng Lưu.
- Đường Nguyễn Hiệu nay là đường Lê Thánh Tôn.
- Đường Nguyễn Thành nay là đường Xuân 68.
- Đường Đinh Bộ Lĩnh nay là đường Đinh Tiên Hoàng.
- Đường Võ Tánh nay là đường Nguyễn Chí Thanh.
- Một phần đường Huỳnh Thúc Kháng từ sông Ngự Hà đến sông Cửa Hậu nay là đường Đào Duy Anh.
- Đường Hòa Bình nay là đường Đặng Thái Thân.
- Đường Cường Để nay là đường Nguyễn Trãi.
- Đường Lê Đình Đàn nay là đường Trần Nguyên Đán.
- Đường Ngô Ký nay là đường Nguyễn Cư Trinh.
- Đường Đặng Nghi nay là đường Hoàng Diệu
- Đường Huyền Trân Công Chúa nay là đường Bùi Thị Xuân.
- Đường Nguyễn Hoàng nay là đường Phan Bội Châu.
- Đường Nguyễn Trãi và Trưng Trắc nay là đường Hai Bà Trưng.
- Đường Lê Đình Dương nay là đường Phạm Hồng Thái.
- Đường Phạm Phú Thứ nay là đường Lương Thế Vinh.
- Đường Lê Thánh Tôn nay là đường Hà Nội.
- Đường Duy Tân nay là đường Hùng Vương.
- Đường Lê Quý Đôn nay là đường Bà Huyện Thanh Quan.
- Đường Phạm Hồng Thái nay là đường Bến Nghé.
- Đường Trần Văn Nhung nay là đường Trần Quang Khải.
- Đường Nguyễn Thị Giang nay là đường Võ Thị Sáu.
- Đường Phan Thanh Giản nay là đường Lê Quý Đôn.
- Đường Quỳnh Lưu nay là đường Nguyễn Khuyến.
- Đường Lam Sơn nay là đường Điện Biên Phủ.

## Thành phố kết nghĩa
- Bandar-e Anzali,  Iran[30]
- Honolulu,  Hawaii,  Hoa Kỳ[31]
- New Haven,  Connecticut,  Hoa Kỳ[31]

## Hình ảnh

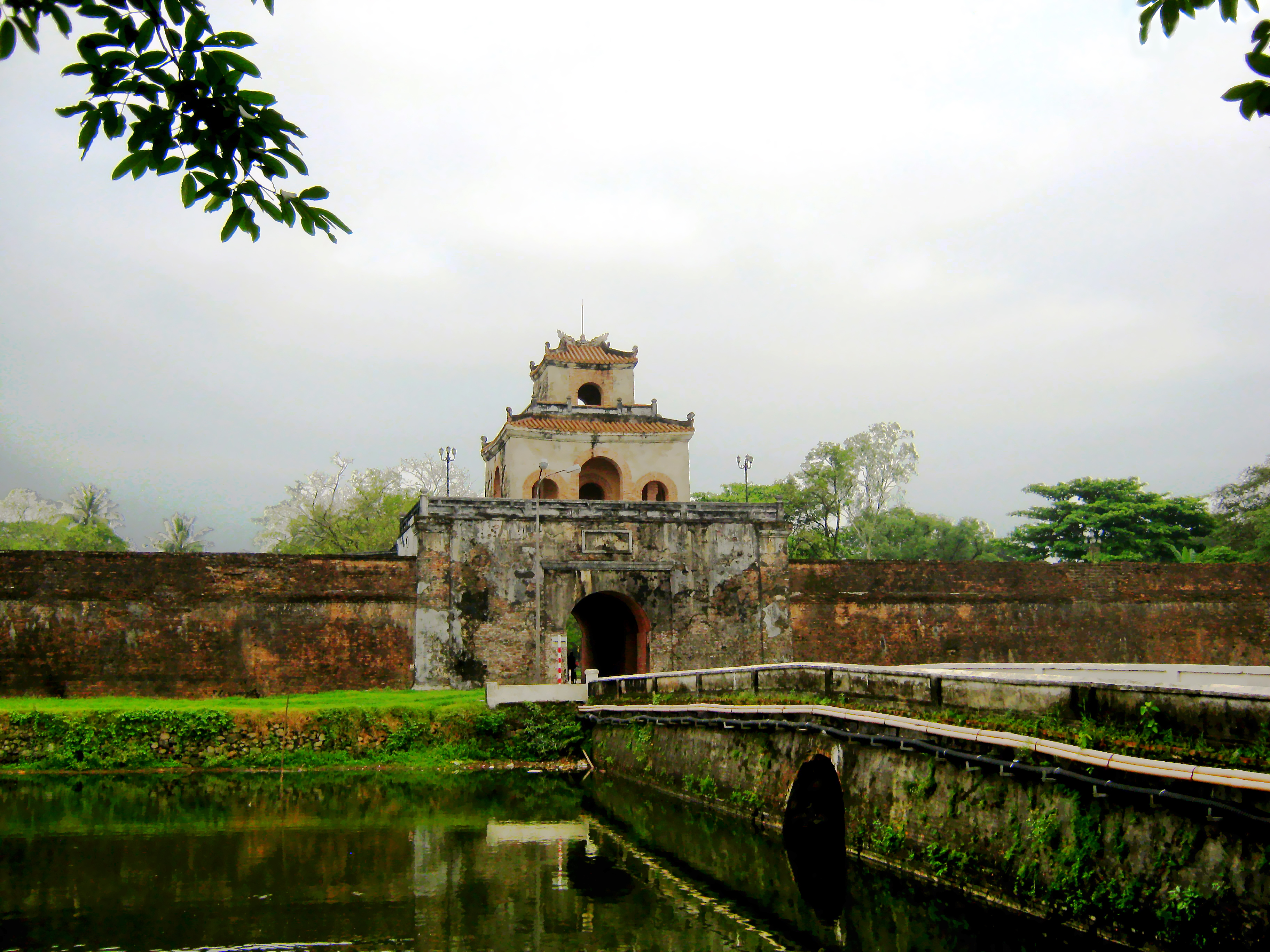
Cửa Thượng Tứ
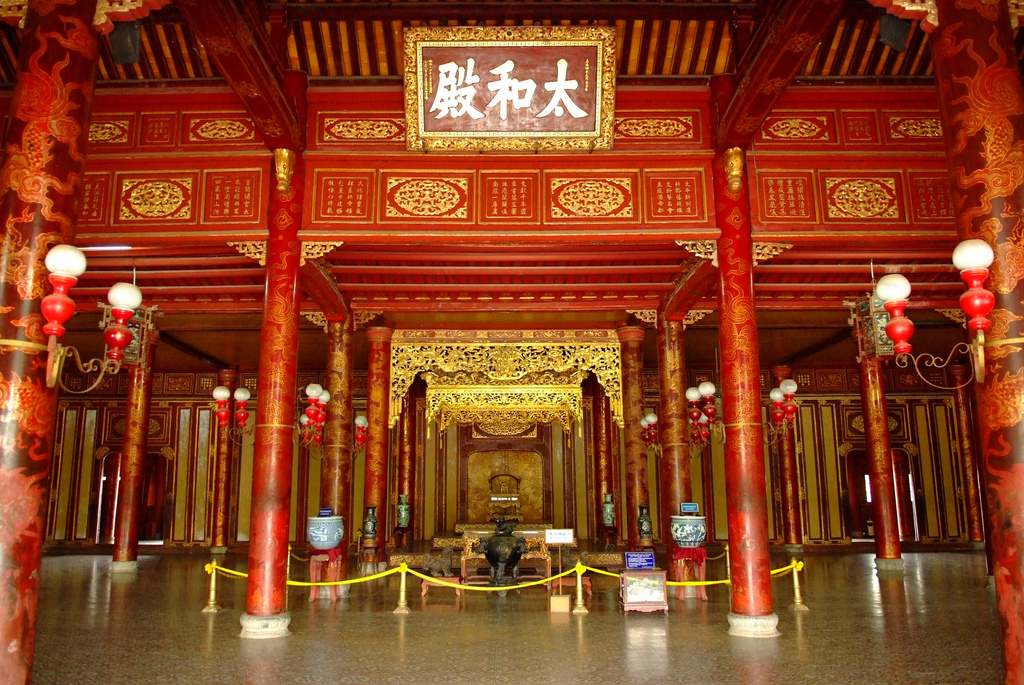
Bên trong điện Thái Hòa
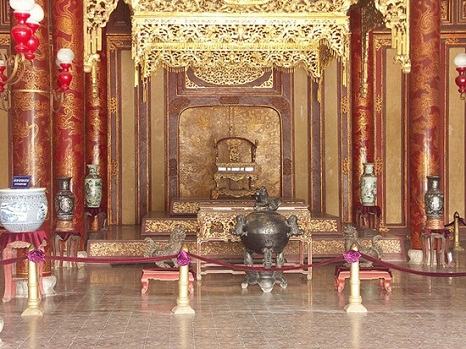
Ngai vàng trong điện Thái Hòa
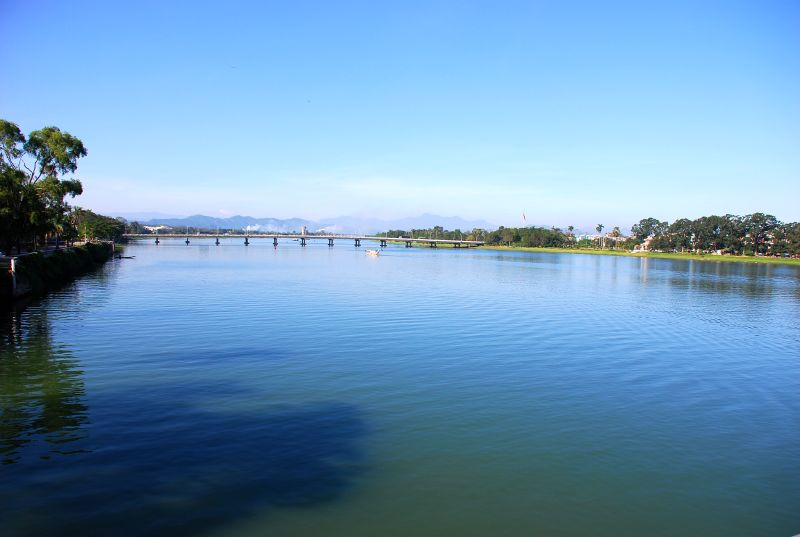
Sông Hương
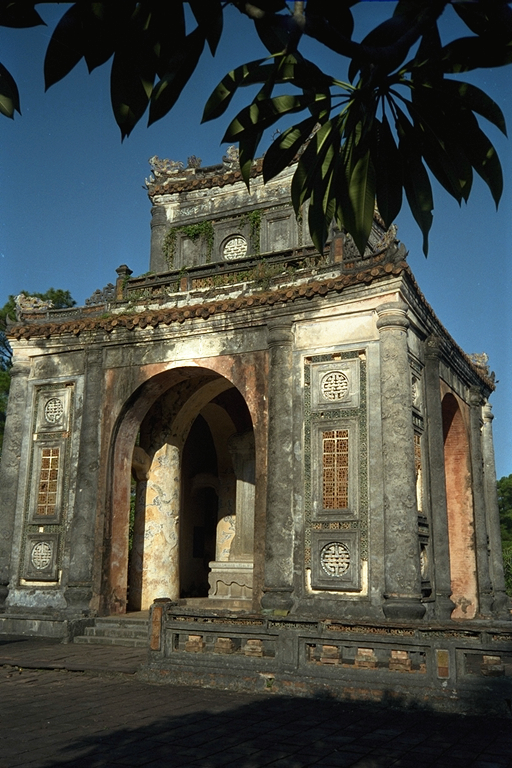
Bia đá ở Lăng Tự Đức
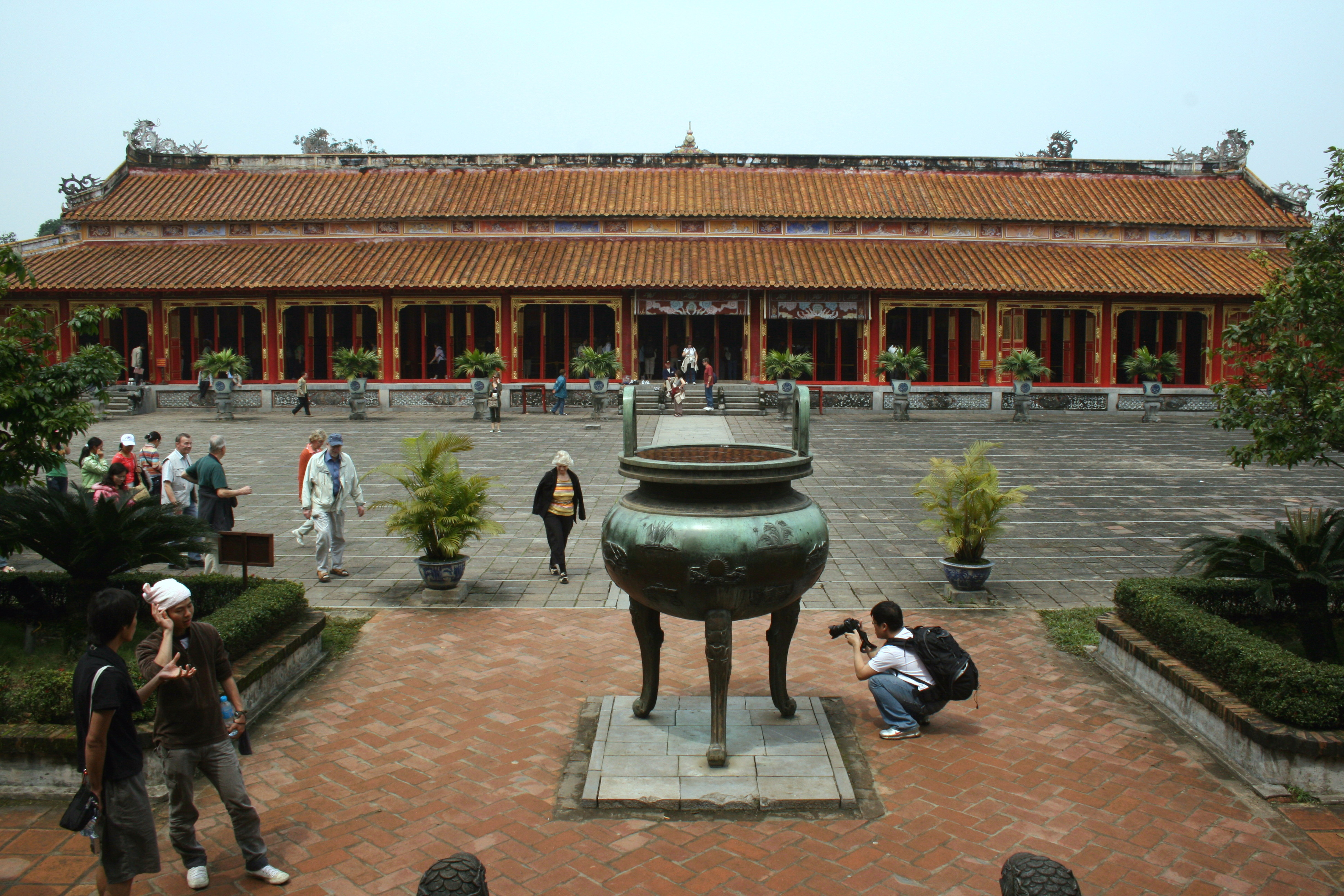
Thế Miếu
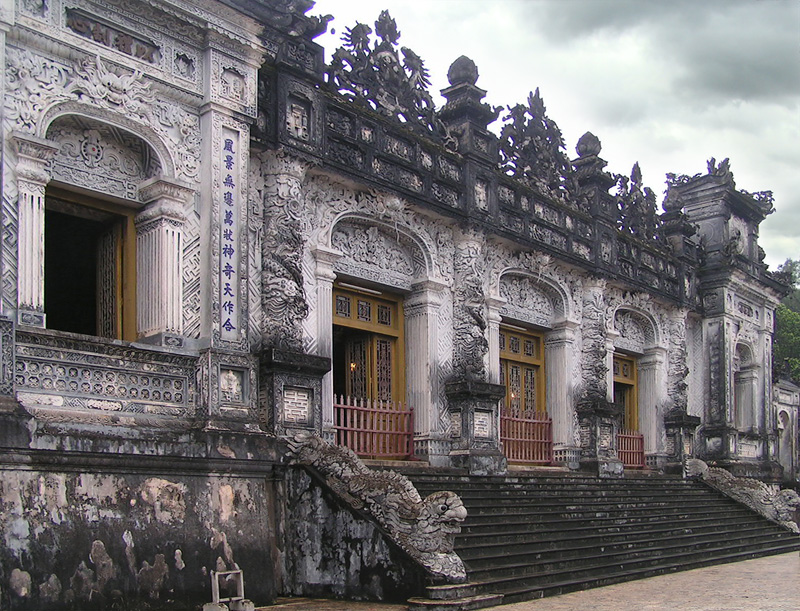
Lăng Khải Định
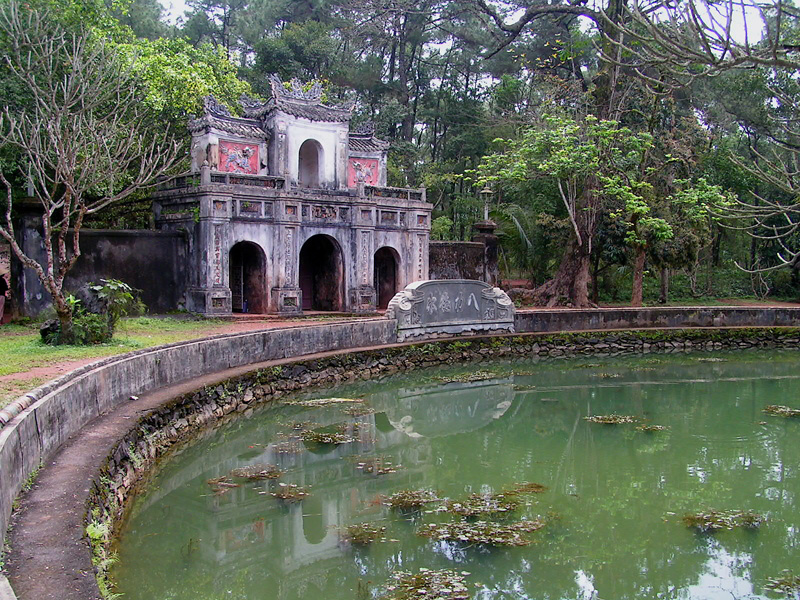
Chùa Từ Hiếu
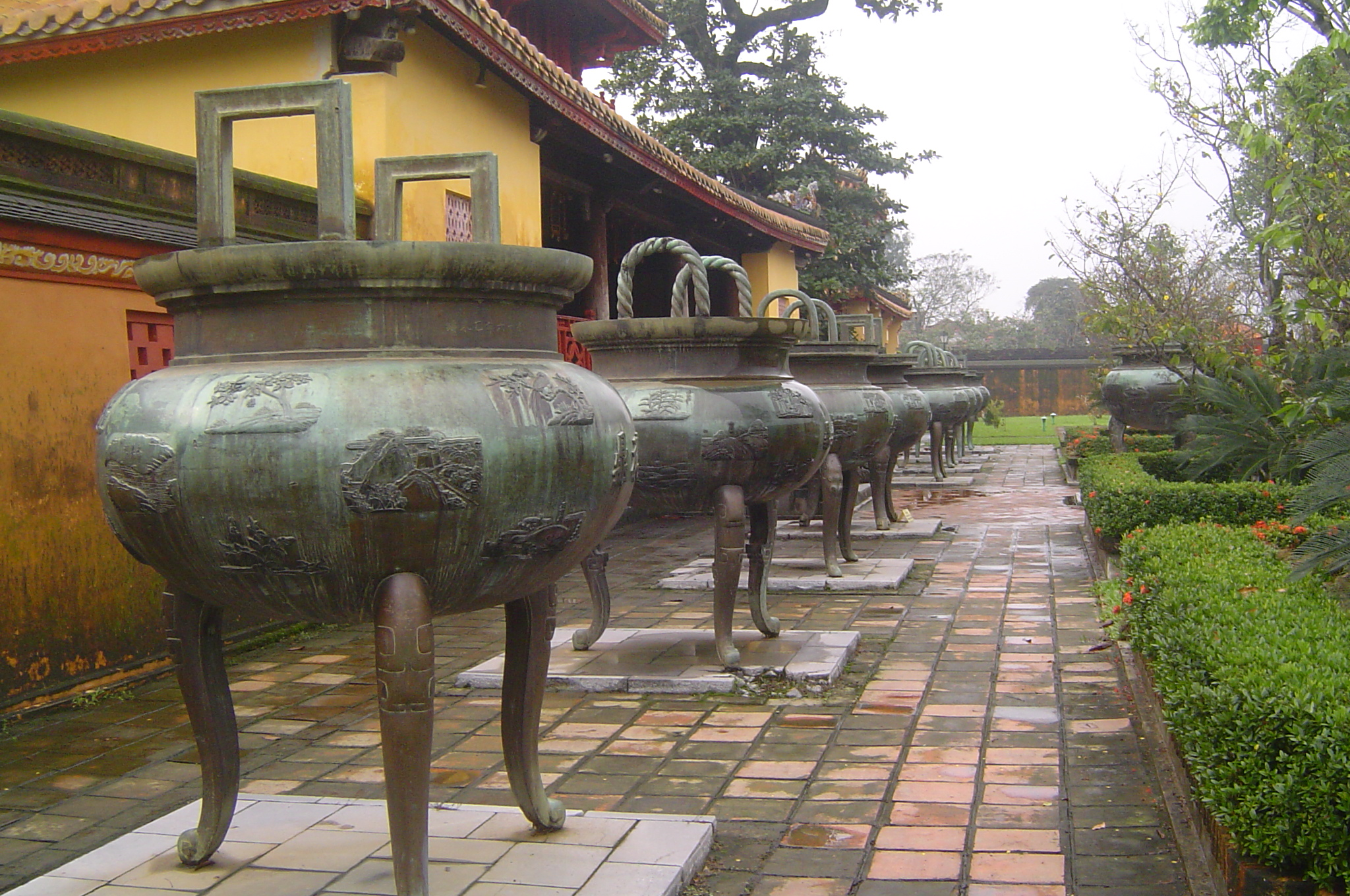
Cửu đỉnh trong Đại Nội, Huế.
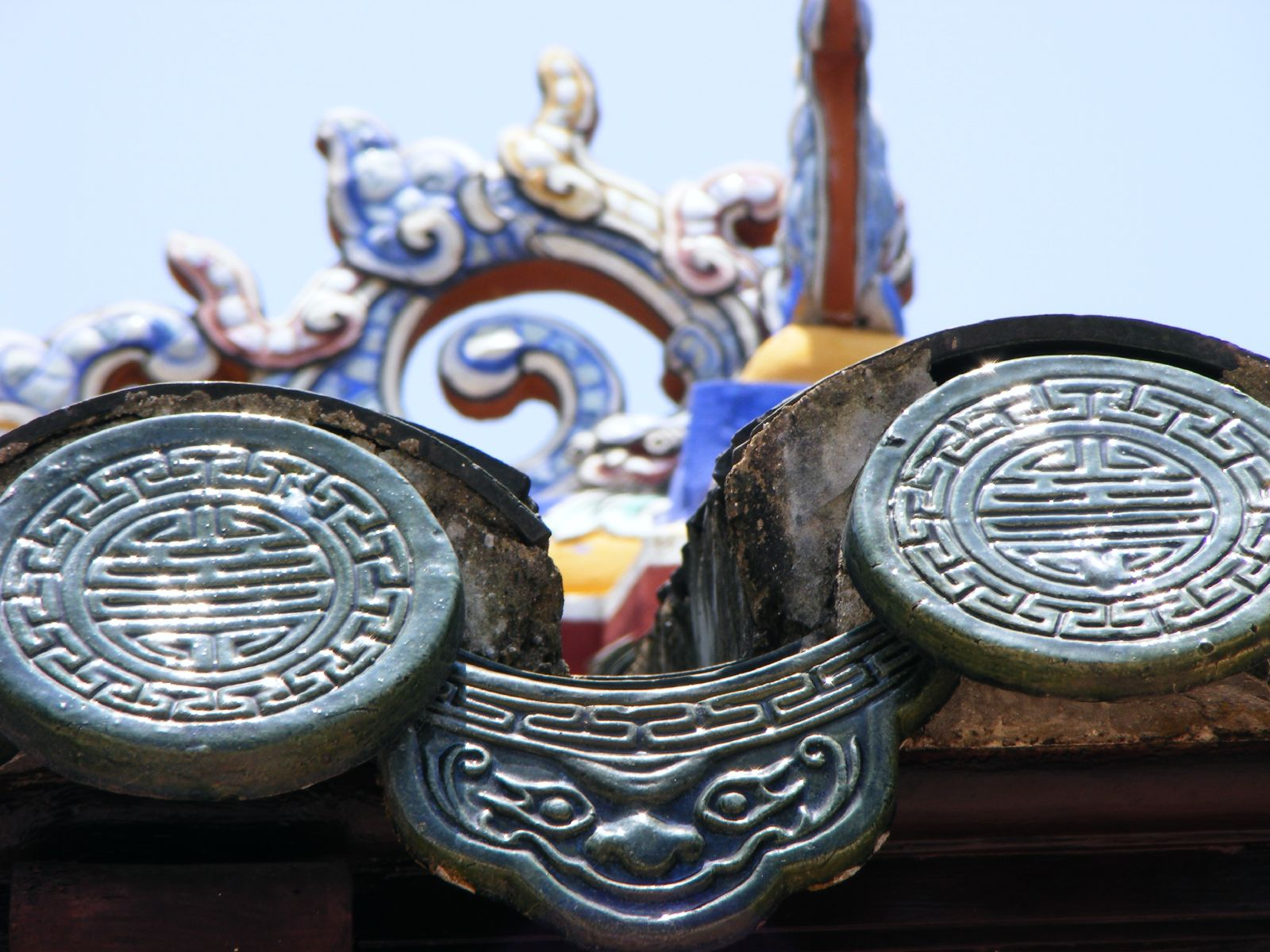
Chi tiết mái ngói cổ, Huế.
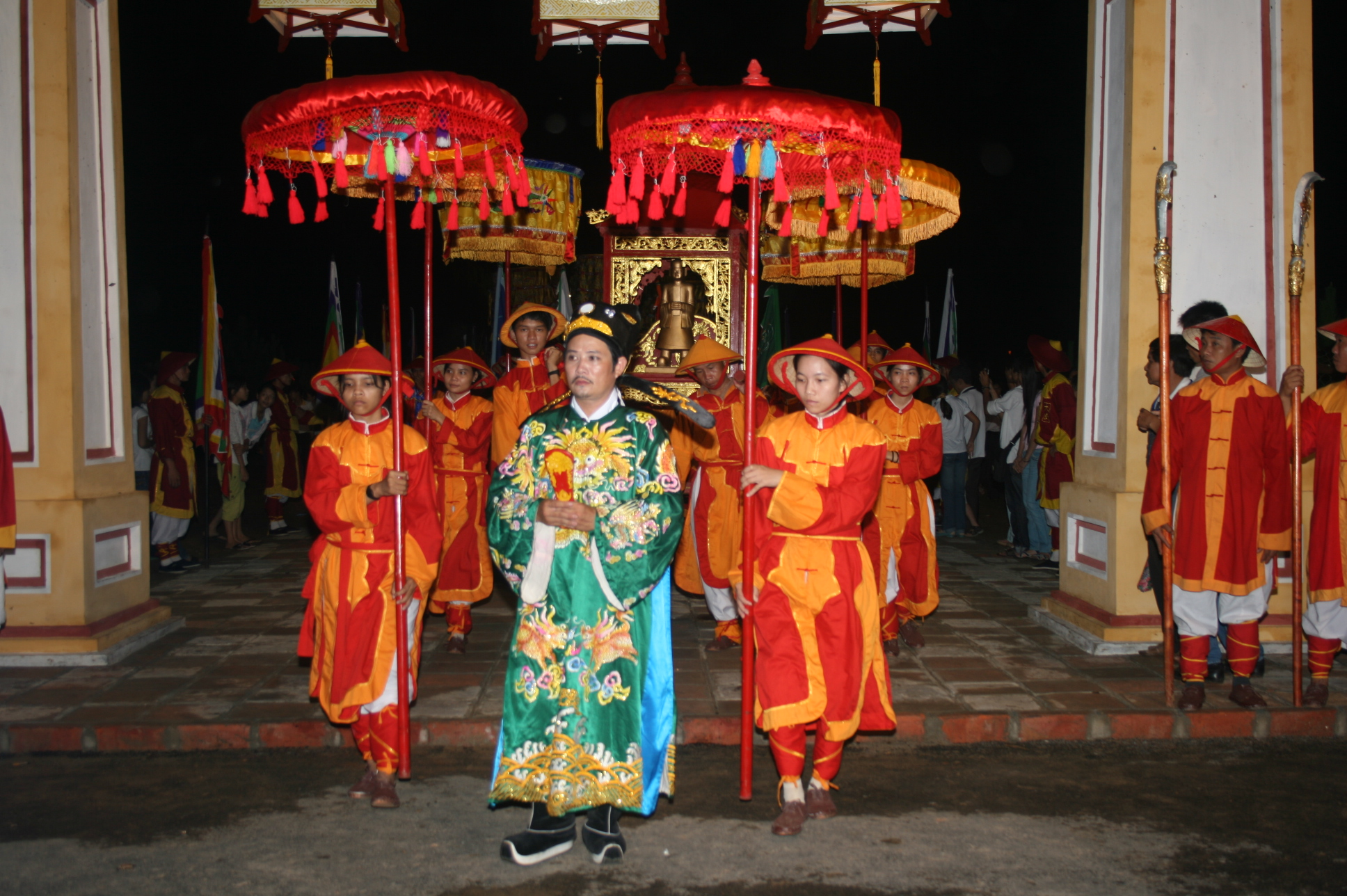
Festival Huế.
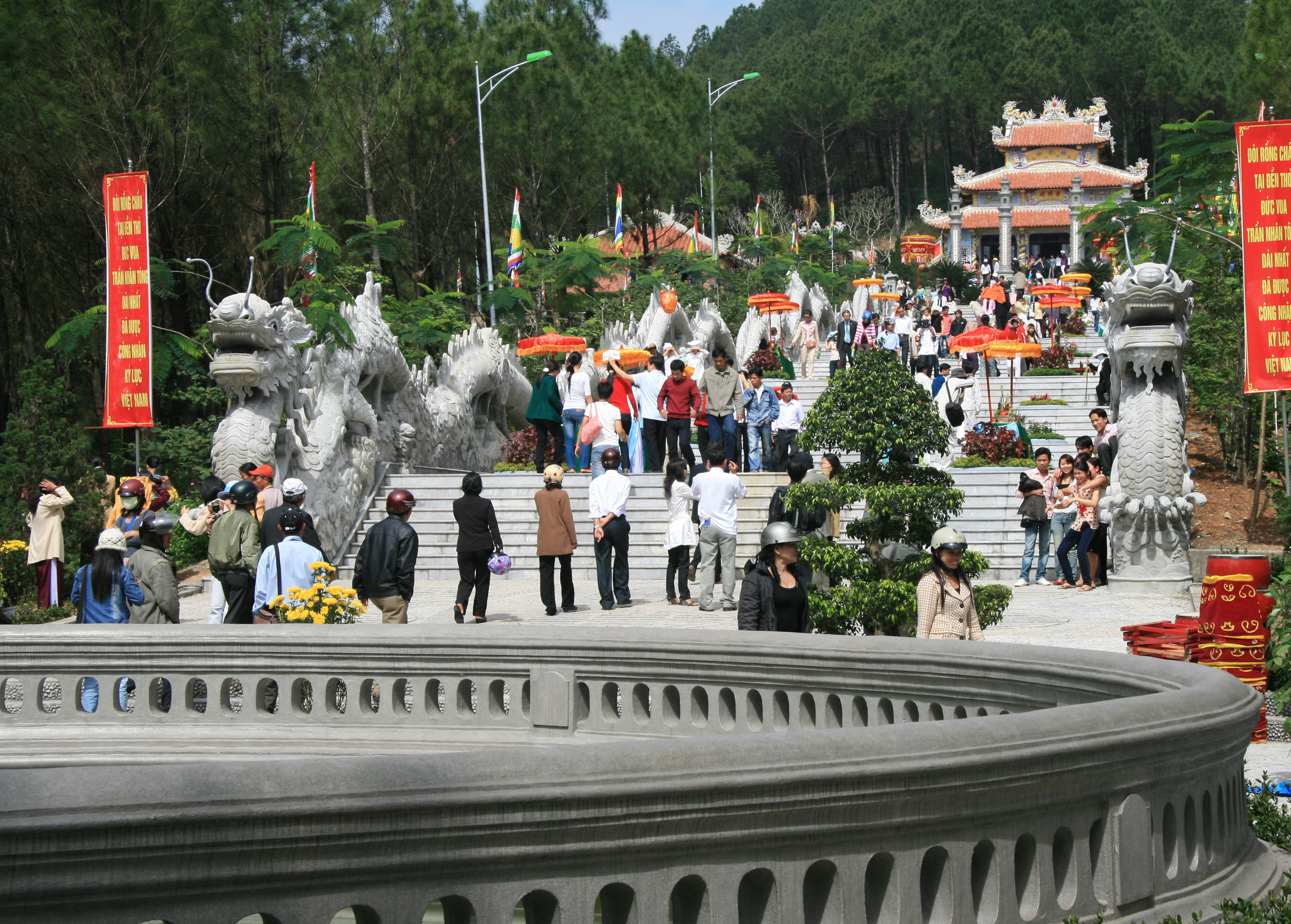
Đền thờ Huyền Trân Công Chúa
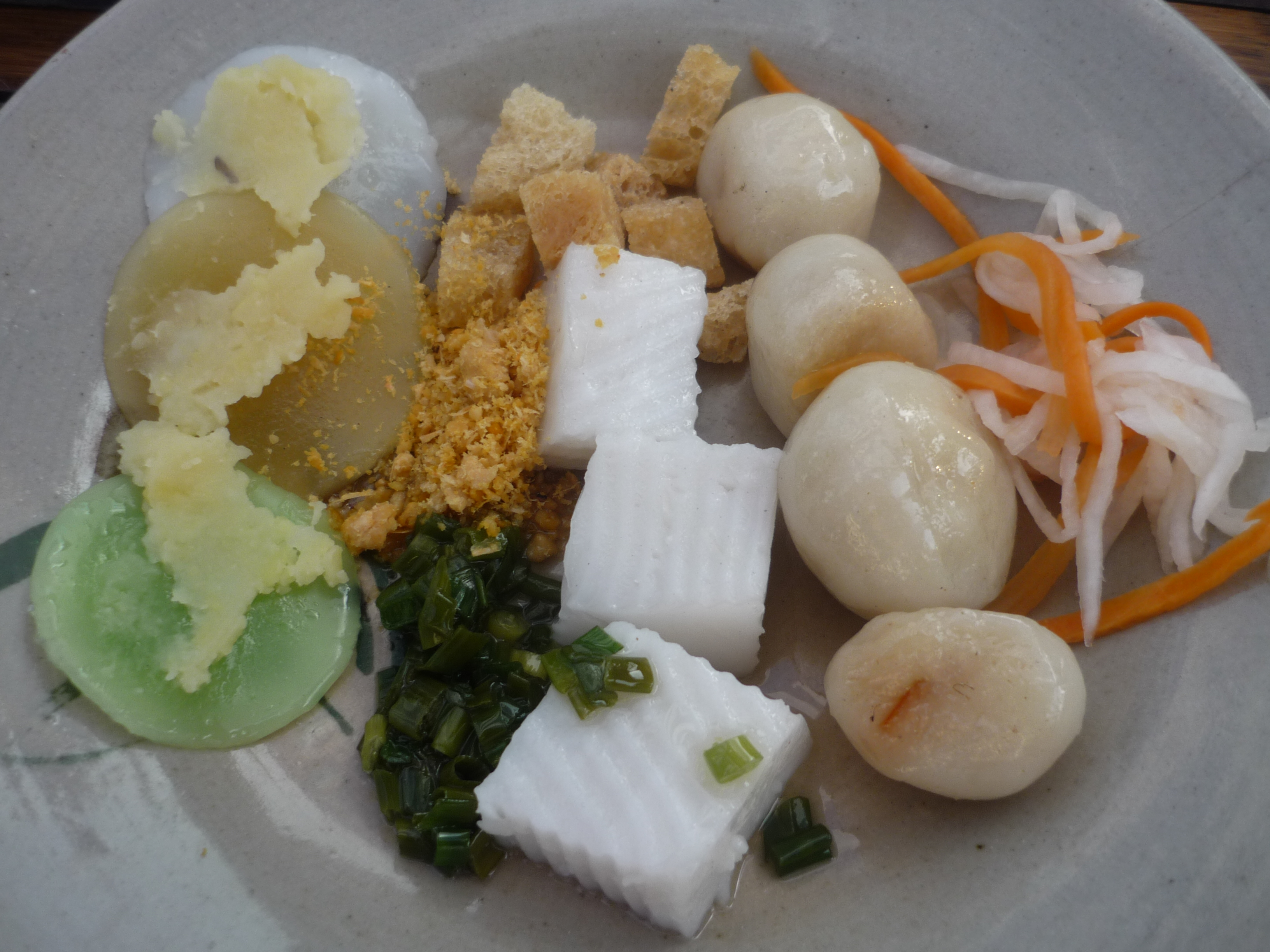
Bánh trái của Huế
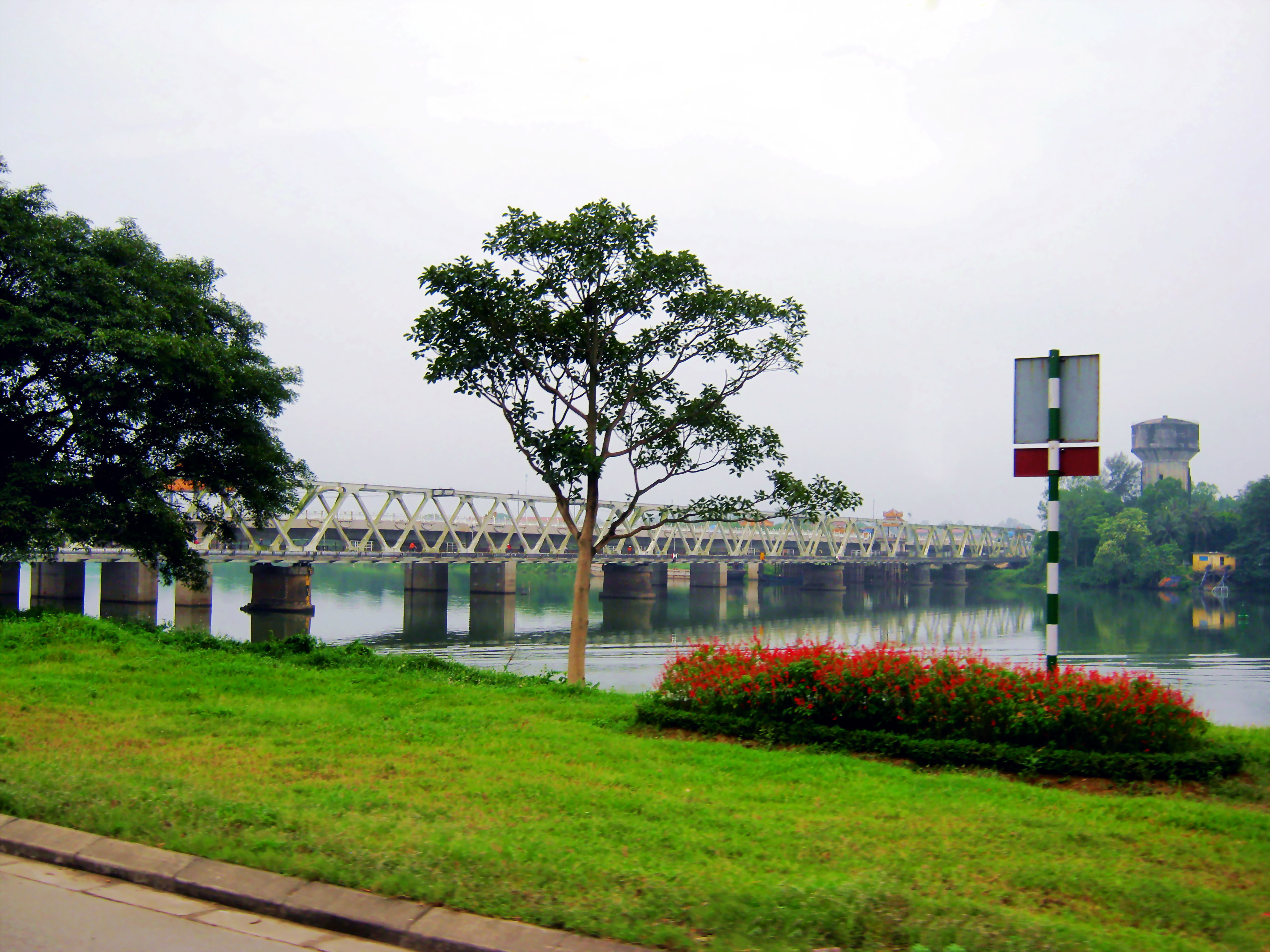
Cầu Bạch Hổ và cầu Dã Viên
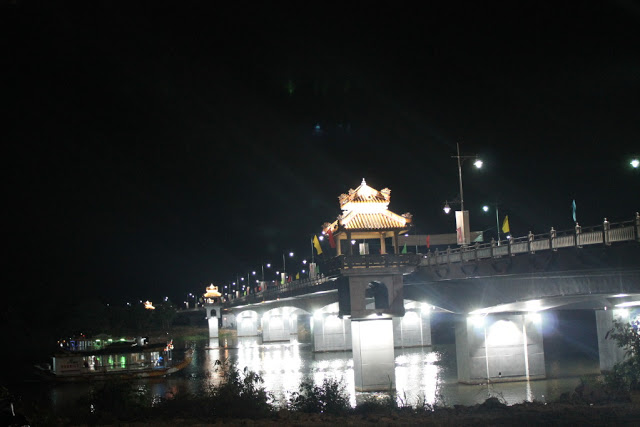
Cầu Dã Viên
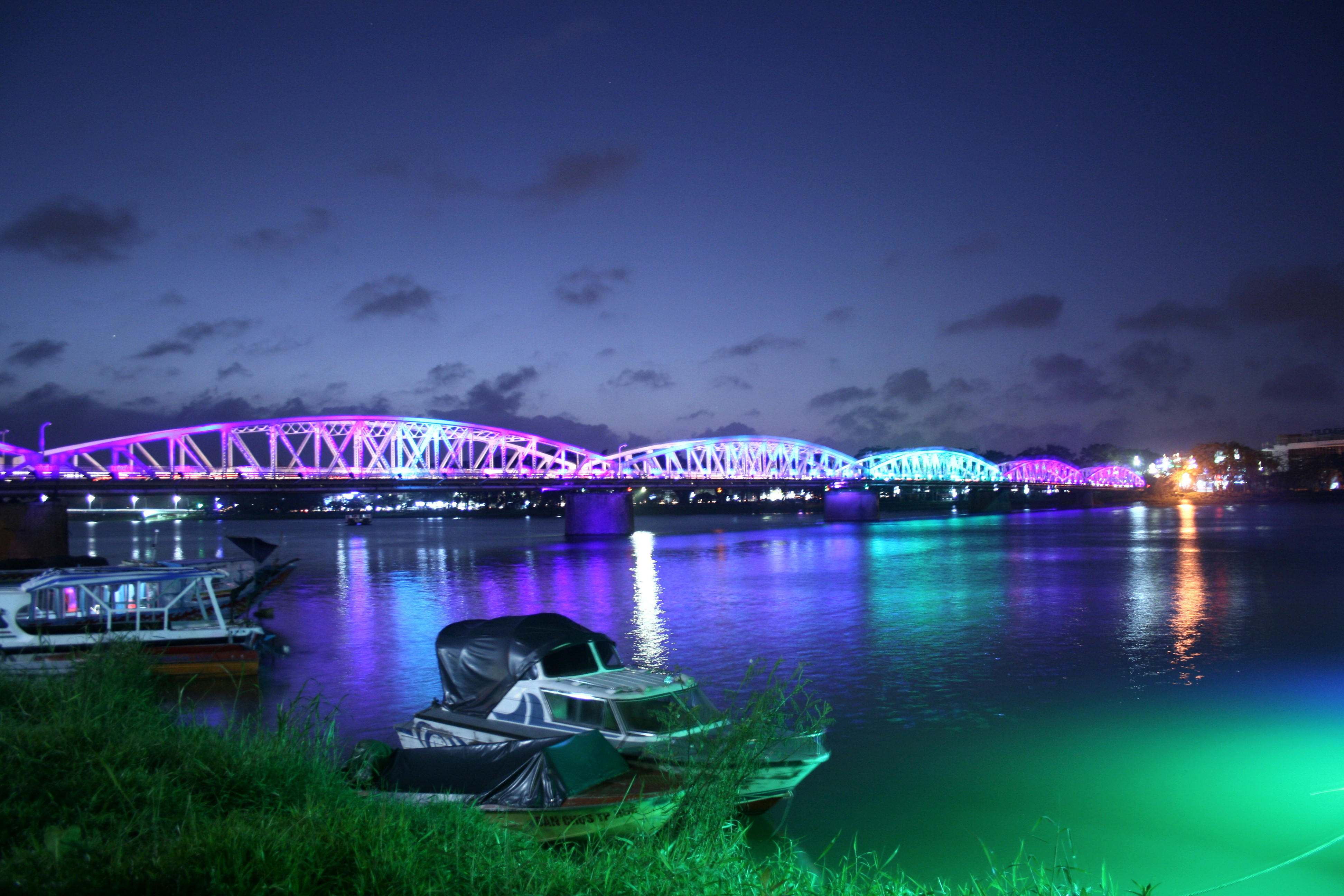
Cầu Trường Tiền về đêm
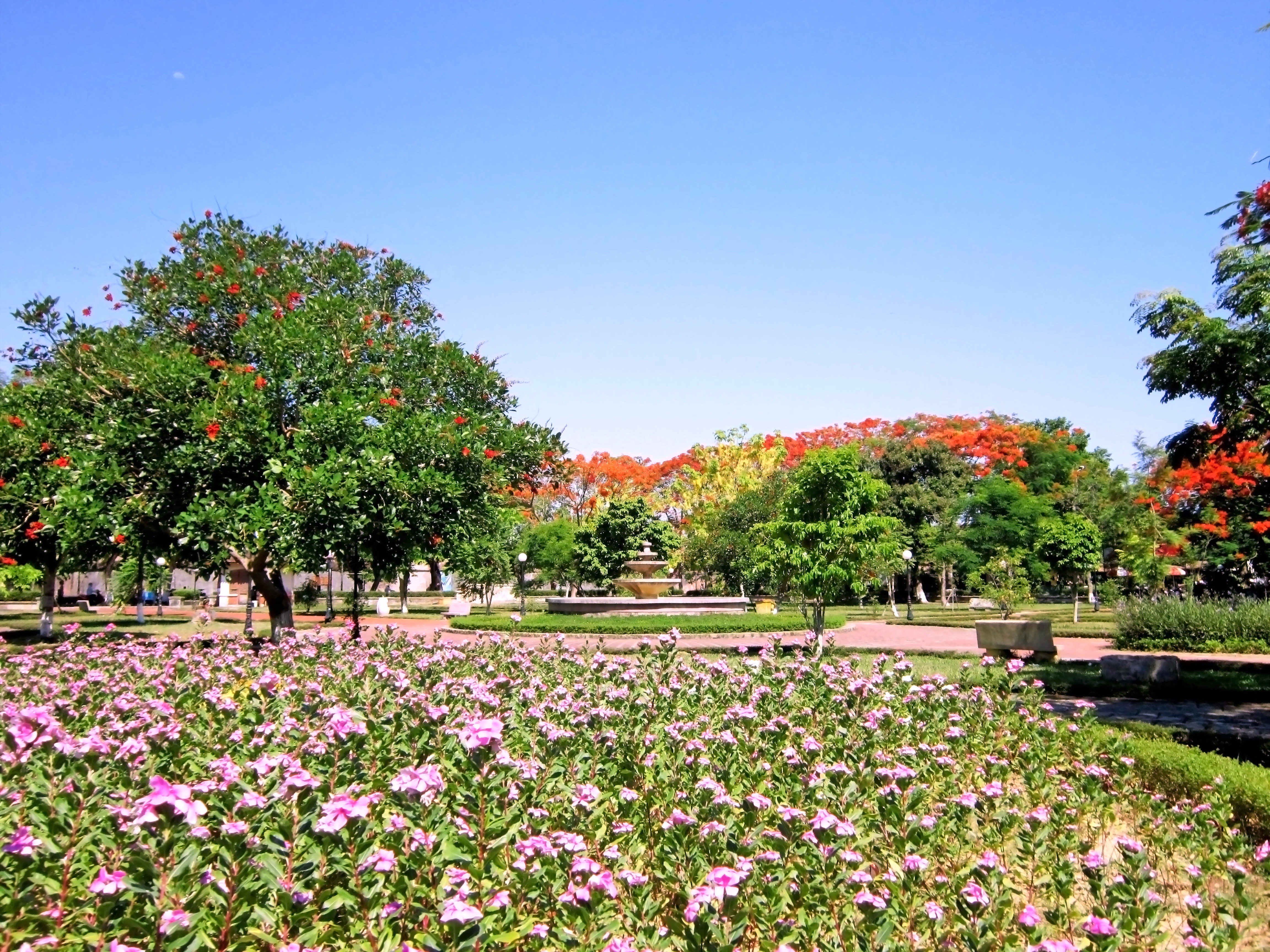
Công viên Nguyễn Văn Trỗi. Khi xưa Tôn Nhân Phủ của nhà Nguyễn đặt ở đây.
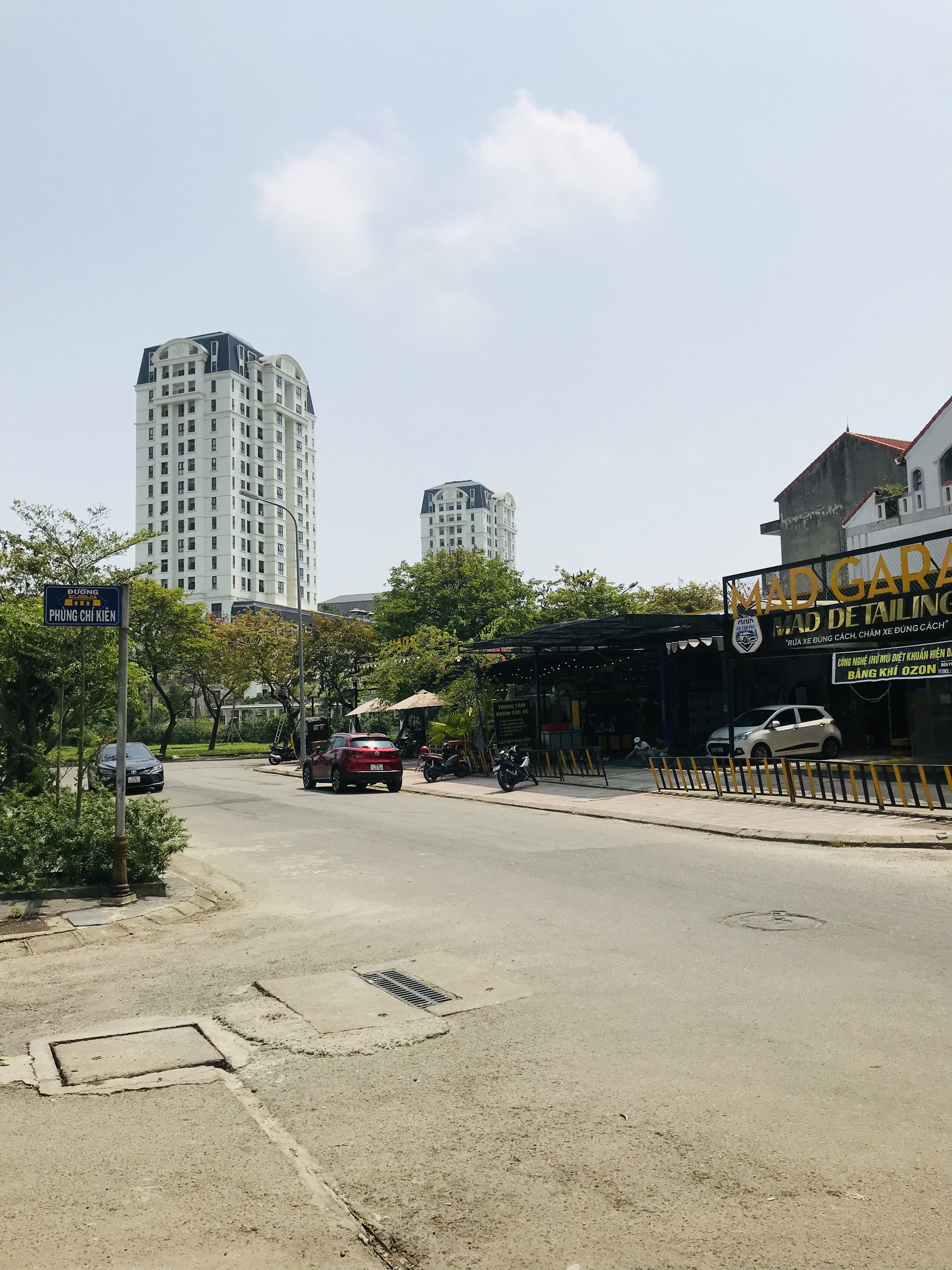